# Crise du troisième siècle

L’Empire romain vers 271 avec l’Empire des Gaules (vert) et celui de Palmyre (jaune).

La crise du IIIe siècle de l’Empire romain couvre la période de 235 à 284 et se caractérise par une série de crises qui ébranle les fondements mêmes de l'empire. Anciennement appelée « Anarchie militaire », cette période débute alors que s’éteint la dynastie des Sévères, laquelle, après les troubles de l’année des cinq empereurs (193), avait réussi à donner une certaine stabilité à l’empire. Elle s’étend de la mort de l’empereur Sévère Alexandre (r. 222-235), assassiné par les troupes de Maximin Ier le Thrace (r. 235-238), à la mort de Carin (r. 282-285) et prend fin avec l’avènement de Dioclétien (r. 284-305).
Gouverné par ce qu’il est convenu d’appeler les « empereurs-soldats », l’empire doit faire face sur le plan intérieur à une série de crises politiques, économiques, sociales et religieuses. Sur le plan extérieur, de nombreuses tribus germaniques menacent l’Imperium Romanum, pendant que, remplaçant les Parthes, le nouvel empire perse des Sassanides cherche à s’étendre aux dépens de l’Empire romain. Ces invasions en Asie mineure et en Europe d’une dimension inconnue au IIe siècle mettent à rude épreuve les capacités de l’armée à protéger les frontières. De plus, de nombreux coups d’État, la sécession temporaire de certains territoires (l’« empire des Gaules » de 260 à 274 et l'empire de Palmyre (260-273)), la paralysie des moyens de transport, la pression fiscale et la crise de la production affectant les provinces amènent l’empire au bord du gouffre. La crise atteint son paroxysme en 260. Toutefois, grâce à des réformes en profondeur de l’armée et de l’économie d’une part, au relâchement de la pression des barbares sur les frontières d’autre part, l’État romain réussit à se stabiliser et l’empire survécut.
L’interprétation des sources pour cette période se révèle difficile entre autres parce qu’il n’existe pas de description générale des événements qui ait été, dans le monde latin, écrite par un contemporain. L’historiographie grecque de la même période, plus riche en historiens contemporains de cette période, est malheureusement en grande partie perdue.
Le jugement porté sur cette période a également varié au cours des siècles. Après Louis-Sébastien le Nain de Tillemont, Edward Gibbon fut l’un des premiers à traiter de cette période dans son célèbre ouvrage, « Le déclin et la chute de l’Empire romain ». Par la suite, les biographies des empereurs de l’époque écrites à la fin du XIXe siècle et au début du XXe siècle portèrent sur eux des jugements très largement négatifs. La recherche contemporaine se fait plus nuancée et a tendance à reconsidérer plusieurs points acceptés dans le passé sans discussion, en montrant entre autres que si ces crises affectèrent l’ensemble de l’empire, ce ne fut pas dans toutes les régions, au même moment et avec la même intensité.

## Contexte historique

### Les signes avant-coureurs: Marc Aurèle (r. 161-180)

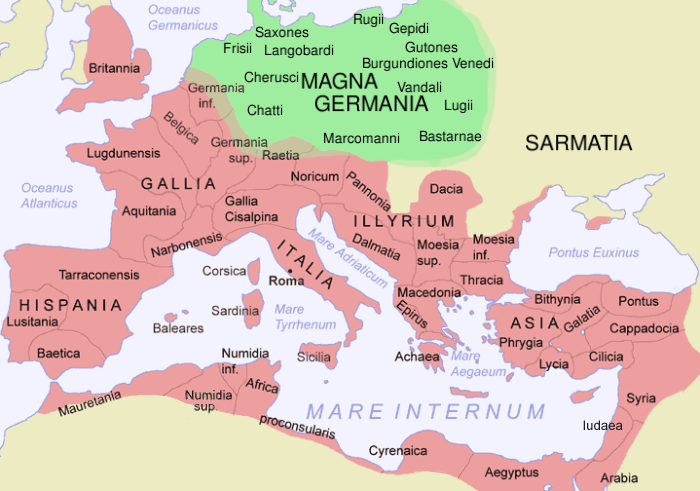
L'Empire romain aux II et III, face aux peuples germaniques.

Dans son livre « Grandeur et chute de l’Empire », Marcel Le Glay intitule le chapitre consacré à Marc Aurèle « L’apogée de l’Empire ou le commencement de la fin ? ». Roger Rémondon pour sa part avait déjà écrit : « Sous les règnes de Marc Aurèle et de Commode se détruit l’ensemble d’équilibres qui donnait à la paix romaine son harmonieuse stabilité ». Les quatre principaux éléments de la crise du IIIe siècle deviennent évidents sous le règne de cet empereur : les invasions barbares, la crise de l’État, les problèmes économiques et fiscaux, ainsi que le drame religieux.
Le successeur du paisible Antonin le Pieux dont on disait à l’époque « qu’il n’avait fait verser ni une goutte de sang romain ni une goutte de sang étranger », passa onze de ses dix-neuf ans de règne en campagne. Peu après son avènement, Marc Aurèle doit faire face aux Parthes en Arménie et en Syrie. Son coempereur, Lucius Aurelius Verus (r. 161-169), en vient à bout mais rapporte d’Orient la peste qui ravagera Rome et l’empire pendant une quinzaine d’années,,.
Une nouvelle menace apparaît par la suite sur l’axe Rhin-Danube. En Asie, les Huns chassent devant eux les Goths, les Vandales, les Francs et les Alamans. De 167 à 175 Marc Aurèle dut lutter sur le Danube contre les Quades, Marcomans, Sarmates et Iazyges qui, après avoir franchi le Danube, menacent le nord de l’Italie, . Pour ce faire, il doit augmenter les effectifs de son armée qui pèse de plus en plus sur le Trésor public. C’est du reste au cours d’une de ces campagnes qu’il meurt, en 180. Entretemps toutefois la rumeur de sa mort avait déjà circulé en 175, poussant l’un de ses fidèles généraux, Avidius Cassius, vainqueur des Parthes et commandant de toutes les troupes d’Orient, à se proclamer empereur, première tentative notoire d’usurpation,.

### Les difficultés s’accentuent: Commode et les Sévères

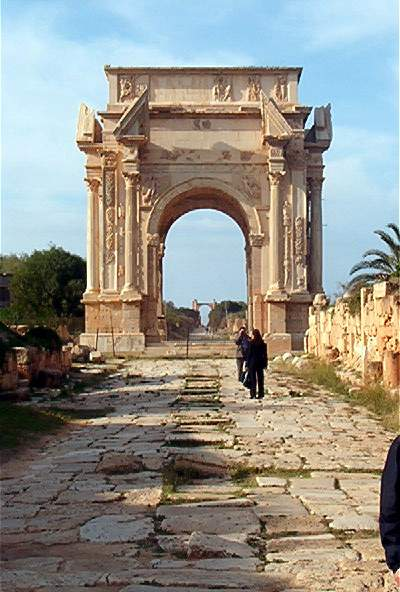
L'arc de Septime Sévère, édifié en 203 à l'occasion d'une visite de l'empereur à sa ville natale, Leptis Magna, dans l’actuelle Libye.

Pour le seconder, Marc Aurèle s’associe en 177 son fils Commode à qui il donne le titre d’Auguste, renonçant au régime de l’adoption qui avait prévalu au cours des dernières décennies au principe dynastique. Malheureusement, le nouvel empereur s’éloigne des valeurs du principat pour celles du despotisme, se considérant comme un intermédiaire entre Jupiter exsuperantissimus et les hommes. Il meurt le 31 décembre 192 à la suite d'un complot, mettant ainsi fin à la dynastie des Antonins,,.
Commence alors l’ « année des cinq empereurs » (193) au cours de laquelle cinq personnages revendiqueront le trône : Pertinax, Didius Julianus, Pescennius Niger, Clodius Albinus et Septime Sévère. Proclamé empereur le 1er janvier 193 par la garde prétorienne, Pertinax fut tué par celle-ci après seulement trois mois de règne. Le trône est alors mis à l’encan par cette même garde et c’est Didius Julianus, alors proconsul d’Afrique, qui l’emporte contre le préfet de Rome et beau-père de Pertinax, Titus Flavius Claudius Sulpicianus, en promettant un donativum de 25 000 sesterces à chaque soldat alors que son concurrent en offrait 20 000. Toutefois sa nomination est accueillie à Rome par des huées, en province avec indignation. Trois généraux entrent rapidement en rébellion et s’autoproclament empereurs: Clodius Albinus en Bretagne, Pescennius Niger en Syrie. Le 1er juin 193, le Sénat déclare Julianus déchu de son titre et le remplace par Septime Sévère.
Septime Sévère réussit à créer une nouvelle dynastie qui vit se succéder cinq empereurs sur le trône de 193 à 235 apr. J.-C. Seuls les trois premiers empereurs sont des Sévère : Septime, le fondateur de la dynastie (r. 193-211) et ses deux fils, Caracalla (r. 211-217) et Geta (r. 211). À la mort de Caracalla en 217, aucun héritier mâle ne pouvant revendiquer le trône, ce sont Élagabal (r. 218-222) et Sévère Alexandre (r. 222-235), petits-enfants par alliance, qui continuent la lignée après un bref intermède sous Macrin (r. avril 217-juin 218). Les Sévères tentent ainsi de se présenter comme les successeurs légitimes des Antonins. On assiste à la création d’une véritable « monarchie militaire ». Avec lui, l’empereur gouverne non plus grâce à l’appui du Sénat ou des autres institutions de l’État, mais grâce à la loyauté de l’armée, en particulier de la garde prétorienne, corps composé de moins en moins d’Italiens et de plus en plus de légionnaires recrutés dans les provinces, notamment d’Afrique et de Syrie, et dont la loyauté alla davantage à leurs supérieurs locaux qu’à Rome,.
Le dernier représentant de cette dynastie, Sévère Alexandre (r. 222-235), réputé pour son affabilité et sa simplicité acclamé empereur par les prétoriens à l’âge de quatorze ans dut faire face à deux tentatives de renversements et conduire deux campagnes militaires qui lui furent imposées. C’est au cours de la dernière en 235 contre les Germains qu’il fut assassiné par les soldats qui voulaient en découdre avec les barbares alors que lui-même préférait entamer des pourparlers avec eux,.
Pour lui succéder, les soldats de l’armée du Rhin acclament le préfet des recrues levées pour combattre les Germains, Maximin dit « le Thrace », choix que le Sénat ne peut que ratifier le 18 mars 235. À partir de cette date, plus de vingt empereurs et nombre d’usurpateurs potentiels apparurent en un demi-siècle, alors que seulement vingt-six empereurs s’étaient succédé de César Auguste (27 av. J.-C. - 14 ap. J.-C.) à Sévère Alexandre, soit une période de deux-cent-cinquante ans. Il fallut les efforts de l’empereur Aurélien (r. 270-275) que compléteront ceux de l’empereur Dioclétien (r. 284-305) pour mettre fin à cette crise.

## Les invasions barbares

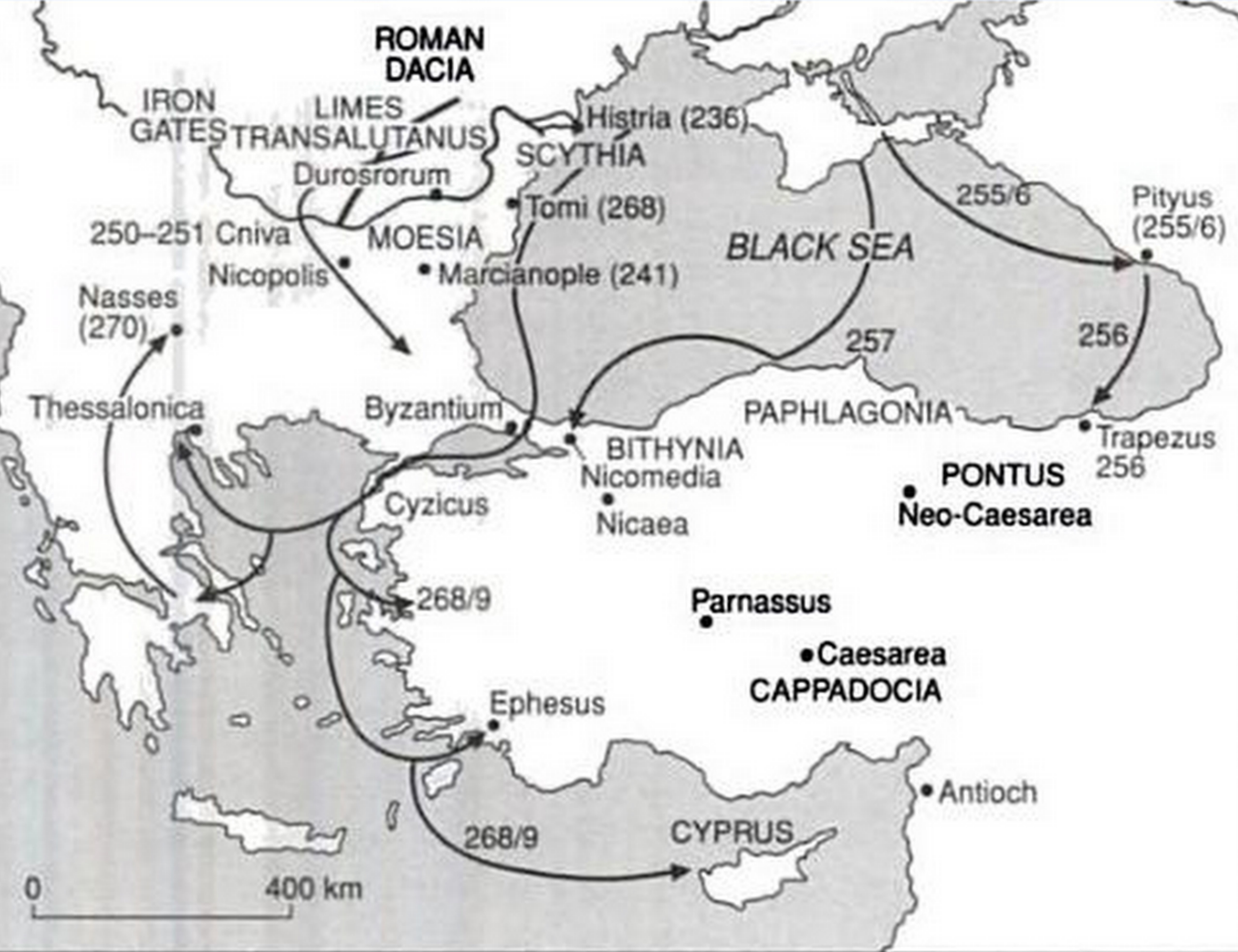
Raids des Goths dans l’Empire romain au III.

Au milieu du IIIe siècle le vaste Empire romain est de plus en plus difficile à gouverner, s’étendant au nord jusqu’à l’Angleterre et au Rhin, au sud sur toute la côte méditerranéenne de l’Afrique et à l’est jusqu’à la Syrie et à l’Irak d’aujourd’hui. Maintenir l’ordre sur un tel territoire constitue un défi bureaucratique d’autant plus complexe que Rome doit se fier de plus en plus aux provinces pour lui fournir le personnel et l’approvisionnement nécessaires.
À cette même époque, les Huns dits « européens », profitant d’une crise analogue dans l’Empire chinois, fondent sur la mer Caspienne et la Russie méridionale, chassant devant eux les Alains, Goths, Vandales, Francs et autres peuples qui n’ont alors d’autre solution que de chercher refuge à l’intérieur des frontières de l’Empire romain. Encore simples peuplades au IIe siècle, ces tribus tendent à se coaliser et à former des confédérations ethniques au IIIe siècle comme les Alamans mentionnés pour la première fois en 213. En Europe, les Francs menaceront le limes du Rhin, les Goths celui du Danube pendant que les Saxons envahiront la Grande-Bretagne. En Afrique, ce sont les Berbères qui pillent les possessions romaines de la côte méditerranéenne. Plus à l’est, les victoires romaines ont affaibli les Parthes qui sont bientôt supplantés par les Perses, lesquels voudront restaurer les frontières de l'antique Empire achéménide et s’avéreront des adversaires plus tenaces encore que leurs prédécesseurs.
On peut avec Marcel Le Glay répartir les invasions du IIIe siècle entre quatre grandes vagues.

### Première vague: 249-253

#### Campagnes de Maximin sur le Rhin et le Danube et sa chute

Carte montrant la frontière entre les Empires perse et romain après le traité de 244.

La première s’étend de 249 à 253 et correspond aux règnes des empereurs Maximin le Thrace (r. 235-238) à Trébonien Galle (r. 251-253). Lors de son acclamation comme empereur en 235, Maximin est tribun de la IVe légion stationnée sur le Rhin; il n’a guère le temps d’aller à Rome faire reconnaitre son avènement par le Sénat, devant aussitôt affronter les Alamans qui ont franchi le Rhin à la hauteur de Strasbourg. Il leur inflige une sanglante défaite dans le Wurtemberg, après quoi il doit aller dégager la frontière du Danube où les Daces et les Sarmates menacent l'empire. Toutefois et bien que paré des titres de Gothicus maximus et de Sarmaticus maximus, il s’est fait tant d’ennemis au sein du Sénat par son autoritarisme que celui-ci le destitue pour le remplacer par deux de ses membres, Pupien et Balbin ; Maximin, qui s’est attiré la haine de son entourage pour la même raison, est égorgé par ses propres soldats en 238,.

#### Défaites de Gordien et Philippe contre les Perses
Après le court intermède de ces deux empereurs-sénateurs, Gordien III (r. 238-244), après avoir conclu un accord assez inégal avec les Goths qui avaient envahi la Mésie inférieure, se lance dans une campagne contre les Perses sassanides, successeurs des Parthes. Reprenant le rêve de l’Empire achéménide, le nouveau souverain Chapour Ier (r. 240-272), après avoir franchi l’Euphrate et voulant reprendre la Mésopotamie, s’est avancé jusqu’à Antioche. Bien que défait à Rhesaina (Syrie), Chapour prend sa revanche en battant les Romains en 244 à Misikhè (Al-Anbar près de Falluja, Irak), faisant de nombreux prisonniers et contraignant Gordien à la retraite. Ce dernier meurt en cours de route et l’armée acclame le préfet du prétoire, Philippe dit l’Arabe (r. 244-249) comme successeur. Vu l’urgence de la situation et pour ramener l’armée en sécurité, Philippe accepte une paix déshonorante, versant une rançon de 500 000 aurei pour la libération des prisonniers, un tribut à Chapour, et s’engage à ne pas intervenir dans la dispute entre Chapour et l’Arménie ; en revanche, Rome conserve ses conquêtes de 243 qui s’étendent jusqu’à Anatha (‘Ana en Irak).

#### Campagnes de Philippe, Dèce et Trébonien Galle sur le Danube
Après un court séjour à Rome, Philippe se tourne vers la Dacie et en 246-247 se lance dans une grande campagne contre les Carpes et les Quades qui lui valent le titre de Carpicus maximus et de Germanicus maximus. L’année suivante, les Goths envahissent la Mésie pendant que les Quades fondent sur la Pannonie. Philippe confie alors le commandement des forces de Pannonie au préfet de la ville C. Messius Quintus Decius (Dèce), lequel obtient un tel succès qu’il est acclamé malgré lui empereur par les légions. Les deux hommes marchent alors l’un contre l’autre en 249 et Philippe sera tué au cours de la bataille de Vérone,.
Dèce (r. 249-251), qui fait précéder son nom de celui de Trajan, doit se rendre sur le Danube où les Goths, partis de l’Ukraine actuelle, et les Carpes sous le commandement de leur roi Cniva ont envahi la Dacie et de là ont saccagé la Mésie supérieure. Il mènera contre eux une guerre d’usure. Le début de l'expédition est un succès : Nicopolis est sauvée et les Carpes doivent repasser le limes alors que les Goths subissent de lourdes pertes. Mais alors qu’il tente de repousser Cniva hors de l'Empire, Dèce subit un violent revers à Beroe Augusta Trajana et doit se replier en Mésie. En 251, Dèce et Cniva s’affrontent dans la plaine de la Dobroudja, zone marécageuse familière aux Carpes. Dèce et son fils y perdront la vie au mois de juin. Le mois suivant les troupes survivantes proclament empereur le gouverneur de Mésie qui avait repoussé les Goths à Philippopolis, Trébonien Galle, décision par la suite entérinée par le Sénat,.
Avant de partir pour Rome et y faire confirmer son élection, Trébonien Galle doit négocier la paix avec les Goths : s’il récupère la Mésie inférieure, il permet aux Goths de s’installer sur les rives du Danube inférieur en contrepartie de quoi ces derniers protégeront l’empire contre d’autres envahisseurs et recevront un tribut annuel. À Rome l’entente est vue comme une capitulation.

#### Défaite de Trébonien Galle contre les Perses et sa chute
Dès 251, l’empereur doit se rendre en Asie mineure où Chapour, après avoir envahi l’Arménie, a pris la capitale de la Mésopotamie et est entré en 253 en Syrie. Trébonien ne peut résister au raz-de-marée, d’autant que la même année, M. Aemilianus (Émilien), chargé de refouler les Goths en Mésie inférieure, a été acclamé empereur par ses troupes. Émilien se hâte de retourner à Rome, donnant aux Perses l’occasion d’infliger aux quelques légions romaines restées sur place une sévère défaite à Barbalissos (Bâlis en Syrie) et de prendre Antioche en 254. Les troupes de Trébonien affronteront celles d’Émilien début aout 253 ; Trébonien et son fils y perdront la vie. Fidèle à ce qui est devenu une habitude, le Sénat s’incline et reconnait Émilien comme empereur alors que les armées du général Valérien, commandant des armées du Rhin et du Haut-Danube, se dirigent à leur tour vers Rome.

### Deuxième vague: 259-262

#### Défaite de Valérien contre les Perses

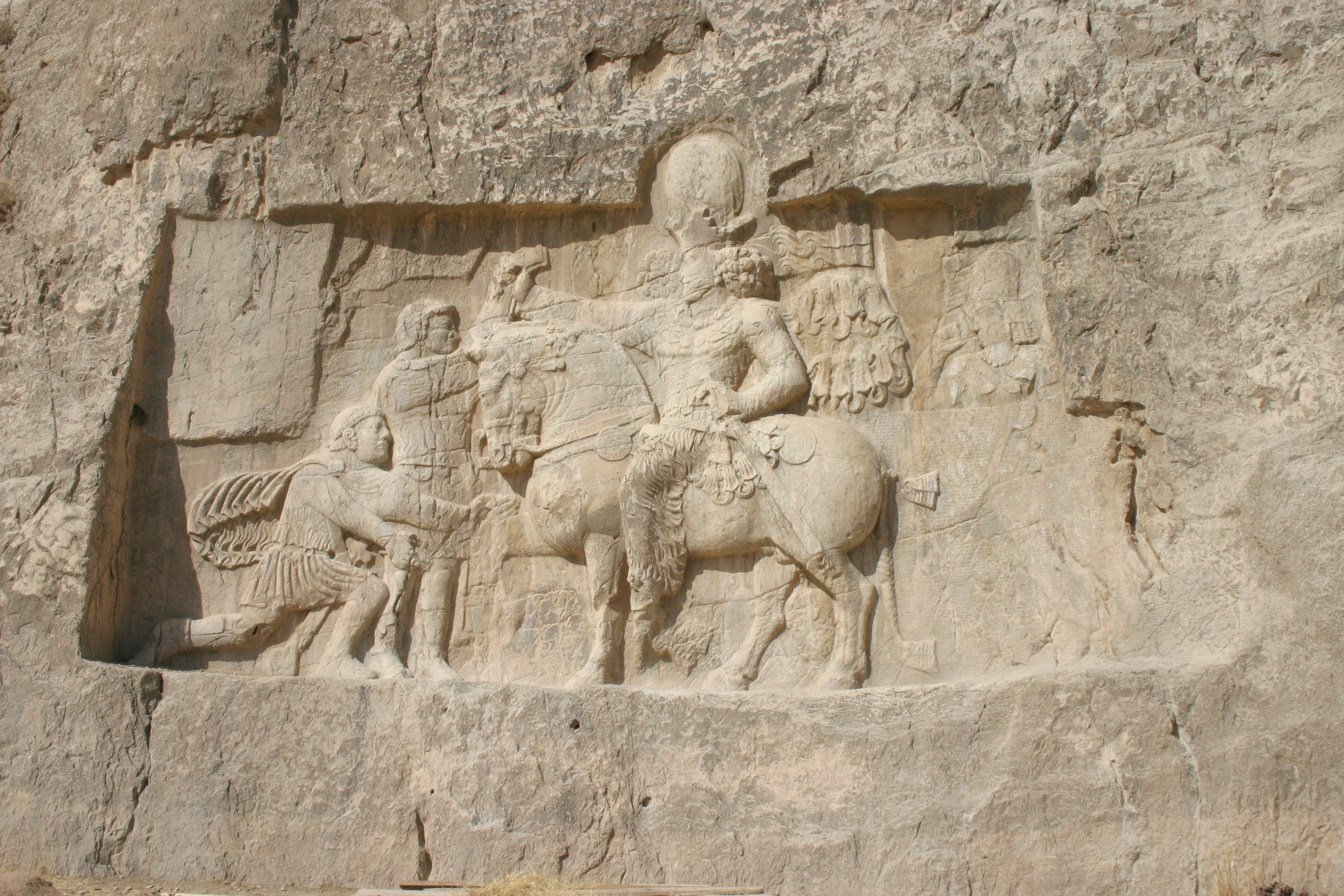
Chapour Ier (à cheval) avec les empereurs Philippe l’Arabe et Valérien agenouillés devant lui (Relief de Naqsh-e Rustam).

L’apogée de la crise coïncide avec le règne des empereurs Valérien Ier (r. 253-260) et de son fils Gallien (r. 253-260 [avec son père], 253-268 [seul]) qui se partagent la tâche de défendre les frontières de l’empire. Valérien s’occupera de l’Orient, Gallien de l’Occident. Dans l’un et l’autre cas on assistera à la « sécession » éphémère de territoires qui, plus ou moins laissés à leur sort par Rome, tenteront ainsi de mieux se protéger des envahisseurs : l’Empire des Gaules en Occident, celui de Palmyre en Orient.
En Orient, Valérien doit faire face à deux dangers : d’une part les Goths de Pontide, bousculés par l’arrivée des Vandales, Hérules et Gépides, envahissent la Dacie, pillant les villes du littoral : Chalcédoine, Nicée, Apamée, Nicomédie… Au même moment, Chapour reprend l’offensive contre les Romains : à partir de 256/257, il s’empare de la Mésopotamie et, traversant la Syrie, arrive devant Antioche. Valérien décide une contre-offensive et se dirige vers Édesse occupée par les Perses, important carrefour reliant l’Arménie, la Mésopotamie et la Syrie. À son approche, ceux-ci se retirent et Valérien, qui veut en finir, les poursuit malgré l’épuisement de son armée ravagée par la peste. C’est là que, lors d’une escarmouche, il tombe prisonnier de Chapour qui l’amène en captivité; c’est la première fois qu’un empereur romain tombe vivant aux mains de l’ennemi. Chapour se rend alors maitre de la Syrie, reprend Antioche et prend le chemin du retour dans ses États,.

#### Empire séparé de Palmyre
Mais en traversant l’Euphrate, Chapour est fait prisonnier par Odénat, le prince de Palmyre, cité caravanière située dans une oasis du désert syrien à 230 km de Damas et carrefour des voies commerciales vers l’Arabie et le golfe Persique. Devenue colonie romaine sous Septime Sévère et Caracalla, elle constituait une zone tampon entre les Empires romain et perse. Faisant partie de la riche famille qui gouvernait la ville-État, Odénat avait été nommé par Gallien dux Romanorum ce qui en faisait à la fois le chef des armées et le gouverneur civil. Apprenant la mort de Valérien, Odénat prend le titre achéménide de « Roi des Rois » et passe le reste de son règne à combattre les Perses. Après son assassinat, son fils Wahballat reprend les titres de son père, mais la véritable maitresse du pouvoir est sa mère, Zénobie, laquelle après avoir conquis l'Égypte, la Syrie, la Palestine, l'Asie Mineure et le Liban s’attribuera en 271 le titre d’Auguste pour elle et son fils. L’empereur Aurélien fera retourner Palmyre sous le giron de Rome en 273 après avoir maté une nouvelle révolte visant à rendre le pouvoir à Antiochos, le père de Zénobie,,.

#### Campagnes de Gallien en Italie du Nord et sur le Danube
En Occident, la situation n’est guère plus brillante. Devenu seul empereur en 260, Gallien doit faire face aux Alamans (Juthunges) qui ont envahi la Rhétie. Avant de partir pour le Rhin, il confie alors la protection de la Pannonie à son jeune fils Valérien II qui meurt presque aussitôt; deux généraux saisissent alors l’occasion pour se proclamer empereurs : Ingenuus en Pannonie et Regalianus en Mésie supérieure. Gallien doit alors rétablir l’ordre dans cette région où il lutte contre les Quades, les Iazyges et les Roxolans, Mais il doit bientôt abandonner la Pannonie au pillage des barbares transdanubiens pour faire face aux Juthunges venus de Gaule du sud qui menacent l’Italie du nord, tentant sans doute d’effectuer une jonction avec les Alamans partis du Norique. Gallien parvient à les arrêter à Milan et à leur infliger une défaite telle qu’ils ne réapparaitront en Rhétie que six ans plus tard,.

#### Empire séparé des Gaules
De même qu’en Orient le péril perse et la fragilité des défenses romaines ont entrainé la constitution de l’Empire de Palmyre, le péril germanique et l’absence de renforts venus de Rome provoquent l’émergence d’un Empire des Gaules tout aussi éphémère. Ici également, il ne s’agit pas de faire sécession mais d’assurer sur ce territoire la survivance de l’Empire romain; les empereurs des Gaules se considèrent comme d'authentiques empereurs romains dont ils adoptent la titulature. En apprenant la mort sur le Danube de son fils ainé, Valérien II, Gallien a laissé son fils Salonin sur le Rhin pour y maintenir une présence politique sous la protection de son tuteur Silvanus et du général Postume. À l’été 260, ce dernier défait les barbares mais se dispute avec Salonin et Silvanus sur la question du partage du butin. Furieux, Postume fait le siège de Cologne où se trouve Salonin, capture la cité, tue Salonin et se proclame empereur. Reconnu par les élites gauloises, Il établit ensuite son autorité sur la Bretagne, l'Espagne et les Germanie inférieure et supérieure. Occupé en Pannonie, Gallien ne peut réagir immédiatement et laisse Postume gouverner en Occident jusqu’à sa mort en 269. Lélien, Victorin et Tetricus se relaieront après son décès jusqu’à ce que l’empereur Aurélien commence la reconquête des Gaules en 274,,.

### Troisième vague: 267-274

#### Campagnes de Gallien et Claude II en Italie du Nord et sur le Danube
Sous les règnes de Claude II dit le Gothique (r. 268-270) et de son successeur Aurélien (r. 270-275), le vent tourne enfin.
En 267 et 268, les Goths et les Hérules, après avoir joint leurs forces, ont lancé deux grandes invasions par terre et par mer en Thrace, en Mésie et sur le Bosphore. Gallien est alors retenu en Gaule contre Postume. Se hâtant vers ce nouveau front, il remporte une éclatante victoire lors de la bataille de Naissus l’année suivante. Peu après cette dernière, il apprend que l’un de ses généraux, Aureolus, commandant de la cavalerie romaine basée à Milan, a donné son appui au nouvel empereur des Gaules. Sachant que, s’il perd le nord de l’Italie, sa situation deviendrait désespérée, Gallien retourne en Italie avec le général Aurélien ; il est toutefois tué par des généraux illyriens insatisfaits alors qu’il s’apprête à affronter Aureolus près de Milan, probablement entre juin et octobre 268. L’un des généraux participant au complot, Marcus Aurelius Claudius, est alors acclamé empereur (Claude II, dit le Gothique), choix qui est immédiatement avalisé par le Sénat, lequel déteste Gallien.
Avant de se rendre à Rome recevoir son investiture, le nouvel empereur doit d’abord affronter les Juthunges, qui menacent l’Italie : il les arrête au lac de Garde. Immédiatement après, rassemblant toutes les forces disponibles, il marche sur les Balkans menacés par une invasion de Goths qui sévissent déjà dans les provinces danubiennes. Il remporte en 269 à Naissos en Mésie supérieure (aujourd'hui Niš en Serbie) une victoire très difficilement acquise et peu décisive. Cependant, il lui faudra encore plusieurs mois pour liquider les bandes errantes de barbares et détruire la flotte avec laquelle les Goths ravagent les côtes de Grèce et d'Asie Mineure. Finalement, vers l'année 270, les Goths sont refoulés à l'est du Danube,.
Une année s’est à peine écoulée que Claude doit retourner sur le front du Danube où les Sarmates et les Vandales ont repris leurs raids en Dacie et en Pannonie. La Dacie (aujourd’hui la Roumanie) étant perdue, Claude est à préparer la campagne en Pannonie lorsqu’il meurt à Sirmium (aujourd’hui Sremska Mitrovica en Serbie) victime de la « peste de Cyprien » (voir plus bas). Son frère, Quintille qui a reçu pour mission de défendre l’Italie du nord, est alors acclamé par ses soldats et installé à Aquilée. Il va ne régner seulement dix-sept jours, les légions de Pannonie s’étant déclarées en faveur d’Aurélien, le fidèle compagnon de Claude.

#### Réunification de l'Empire sous Aurélien
Aurélien complète la tâche entreprise par Claude II en mettant d’abord fin aux Empires de Palmyre (273) et des Gaules (274/275). Il reste alors deux provinces à récupérer : la Dacie et la Mésopotamie. Aurélien doit constater comme Claude avant lui que la Dacie, conquise il y a longtemps par Trajan et fortement romanisée, est définitivement conquise par les Goths danubiens. En 271, il renforce le limes sur le Danube, abandonnant le territoire trop exposé sur l’autre côté du fleuve, et renforce sa défense en réduisant la longueur de la frontière,.
Reste alors la Mésopotamie où Aurélien veut venger l’outrage subi par Valérien aux mains de Chapour. À la fin de l’été 275, il prend la direction de l’Asie à la tête de l’armée du Danube, voulant passer par Byzance. Il n’en a toutefois pas le temps, car en 274-275 des groupes de pillards francs et alamans ravagent la région entre l’Atlantique et le Rhône. Il doit donc revenir vers la zone danubienne où Juthunges et Alamans assiègent Augusta Vinidelicorum (aujourd’hui Augsbourg en Allemagne). Mais, au relais routier de Caenophurium, il est assassiné par un groupe d’officiers et de fonctionnaires,.

### Quatrième vague: 276-284

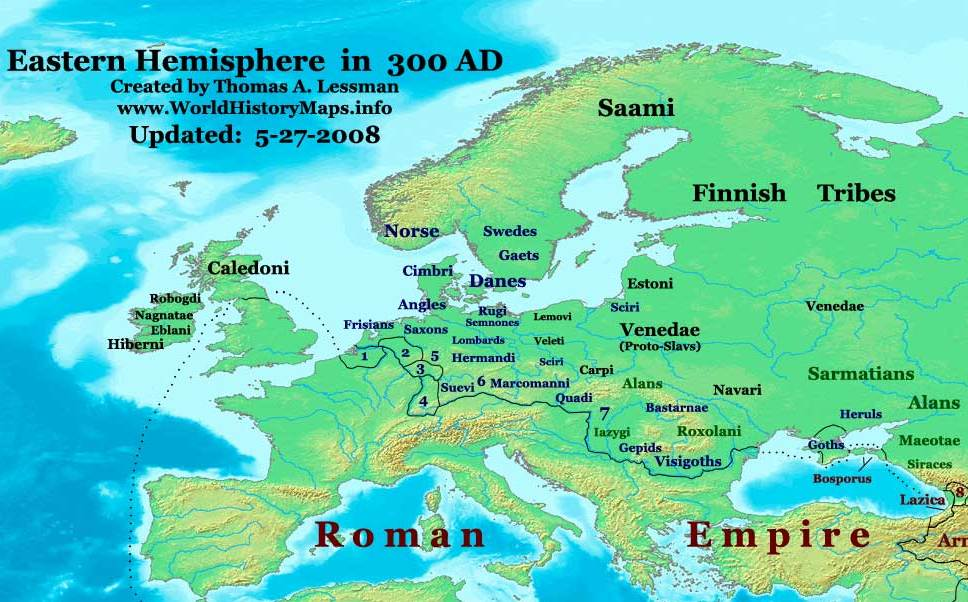
L’Europe vers 300, montrant la distribution des Goths près de la mer Noire.

Les succès de Claude II et d’Aurélien ont pu faire croire que le vent avait définitivement tourné. Il n’en est rien et la dernière grande secousse de 275 à 280 laisse les Gaules en ruines. Après le court intermède des empereurs Tacite (r. 275-276) et Florien (r. 276), un général originaire de Pannonie (Sirmium) prend le pouvoir, Marcus Aurelius Probus (r. 276-282). Héritant d’un Empire romain réunifié, il continue l’œuvre de défense des frontières et de reconstruction économique entamée par Aurélien,
Sauf en Narbonnaise, les Germains occupent tout le pays le long du Rhin. Accouru d’Orient où il avait été acclamé, Probus s’efforce d’abord de récupérer le secteur central du Rhin et leur inflige de lourdes défaites. Ne se contentant pas de repousser les Germains au-delà du Rhin, il les traque même sur leur propre territoire si bien qu’en 278, la Gaule est libérée. Ceci fait, en 278 et 279, Probus se tourne ensuite vers la Rhétie ; jusqu’à sa mort en 282, il continue sa politique de pacification. Après la Rhétie où il défait Burgondes, Vandales et Lygiens, vient la Thrace dévastée par des pillards sarmates et scythes, la Pamphylie que terrorisent les pirates de Palfurius et enfin l’Égypte qui subit les incursions des nomades nubiens, les Blemmyes. Enfin, fin 279 ou début 280, il signe une trêve avec le roi perse Vahram II,.
La situation économique de l’empire à ce moment est tragique. Le dépeuplement a conduit à une réduction de la production alimentaire, autant qu’à une réduction des citoyens mobilisables. Aussi Probus ainsi que son prédécesseur Aurélien, ont-ils engagé sur les frontières des contingents formés de Vandales, d’Alamans, de Sarmates et de Goths, ainsi que, sur des terres abandonnées loin des frontières, des travailleurs étrangers, Carpes, Bastarnes, Alamans et Francs, tous susceptibles d'être mobilisés en cas de besoin. 
Dans un même but d’efficacité et malgré leur répugnance à être affectés à des tâches civiles qu’ils considèrent comme serviles, l’empereur exige des légionnaires, lorsque ceux-ci ne sont pas occupés à la guerre, qu'ils travaillent à des travaux d'intérêt public : un jour, il se met à houspiller certains d’entre eux qui, accablés par la chaleur, ne travaillent pas suffisamment vite; ceux-ci déposent alors leurs outils, saisissent leurs armes et assassinent l’empereur.
Après ses victoires sur le Rhin, Probus décide de se tourner vers l’Asie mineure pour enlever aux Perses les provinces d’Arménie et de Mésopotamie, laissant alors le commandement des troupes de Rhétie et de Norique au préfet du prétoire Marcus Aurelius Carus, lequel, à la nouvelle de la mort de Probus, est acclamé empereur par ses troupes et celles de Pannonie.
Aussitôt devenu empereur, Carus (r. sept. 282 - août 283) reprend le projet de son prédécesseur et d’Aurélien : reconquérir la Mésopotamie et la Perse. Laissant à son fils ainé Carin la défense de la Gaule, de l'Italie et de l'Illyricum, Carus quitte la Dalmatie avec son autre fils Numérien. Il bat en Pannonie les Sarmates et combat aussi avec succès les Quades avant d’entrer en Asie et en Syrie. L’expédition se solde par une victoire facile, le roi Vahram II devant faire face à une révolte de son frère Hormizd à l'Est du royaume. Mais il ne peut terminer sa campagne : en juillet-aout 283, près de Ctésiphon-sur-le-Tigre, il meurt dans des circonstances demeurées mystérieuses. Selon l’Histoire Auguste, il aurait été frappé par la foudre alors qu’il reposait sous sa tente. Y était-il parce que malade ? Y a-t-il été assassiné ? Impossible de le savoir.
Lorsque Probus meurt, ses deux fils, qu’il a nommés Auguste avant de partir en campagne, se partagent le pouvoir : Carin (r. déc. 282/jan 283 à aout/sept. 285) conserve l’Occident et Numérien (r. déc.282/jan. 283 à nov. 284) l’Orient. Du règne de Carin on sait seulement qu’à l’automne 283 il remporte une victoire sur les Quades qu’il célèbre en grande pompe l’année suivante à Milan. Quant à Numérien, laissé par son père avec l’armée sur les bords du Tigre, il cède aux pressions de ses soldats qui auraient vu dans la mort de Carus foudroyé un avertissement du ciel, et signe une trêve avec les Perses avant de prendre le chemin du retour; dans la première quinzaine de 284, il est trouvé mort dans sa tente par ses généraux. L’armée d’Orient proclame alors Dioclétien empereur le 20 novembre 284, ce que ne reconnait pas Carin qui marche avec son armée contre son adversaire. La rencontre a lieu en aout/septembre 285 sur les rives du Margus dans la province de Mésie. Carin meurt sur le champ de bataille, poignardé par l’un de ses soldats dont il aurait séduit l’épouse selon Aurelius Victor, ou plus simplement au cours de l’engagement selon l’Histoire Auguste.

## L’anarchie militaire
Déjà au IIe siècle les invasions barbares ont laissé prévoir le rôle prépondérant que jouent les armées romaines au siècle suivant alors que l’empire est attaqué de toutes parts : aux Parthes discrédités par les défaites subies aux mains des Romains ont succédé les Perses qui vouent une haine éternelle à Rome ; en Égypte les Blemmyes pillent sans vergogne; en Afrique ce sont les Maures entre 253 et 262 ; enfin, en Europe la pression des Goths et de leurs alliés se fait sentir en Gaule, en Italie du Nord, sur le Danube et le Rhin où les provinces de Rhétie, de Norique et de Pannonie subissent leurs assauts. 
Sous la pression des légions, en particulier de celles du Rhin et du Danube, se succèdent de 193 à 284 près de 70 empereurs, légitimes ou non, dont le tiers est éliminé par la force. Pendant cette même période de 25 à 30 guerres civiles opposent entre eux des chefs militaires soutenus par leurs troupes. 
Selon Cassius Dion, Septime Sévère sur son lit de mort aurait donné comme conseil à ses fils Caracalla et Greta : « Gardez la paix entre vous, enrichissez vos soldats et méprisez tous les autres ». 
Sous les Sévères, on assiste à de nombreuses tentatives d’usurpation, celles-ci restent pour la plupart infructueuses (Septime Sévère vs Pescennius Niger et Clodius Albinus, Elagabal vs Gellius Maximus et Verus, Sévère Alexandre vs Taurinus) : on ne peut en dire autant du siècle qui suit.

### L’empereur

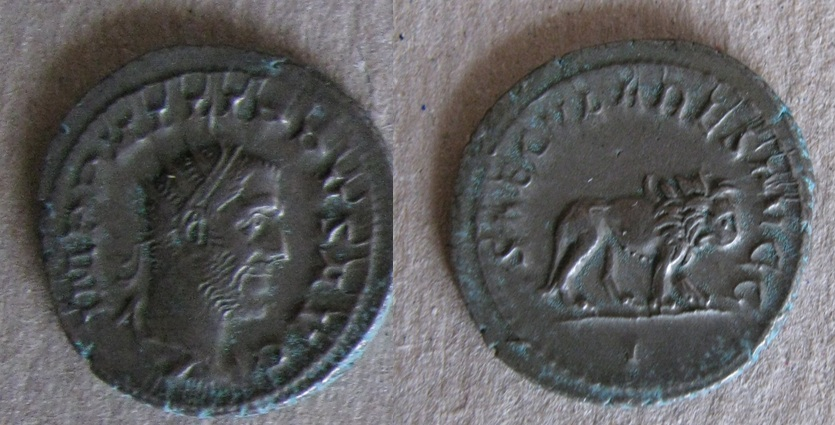
Pièce de Philippe l’Arabe célébrant les Jeux séculaires en 247.

Même s’il n’existe pas de modèle unique pour les empereurs-soldats du troisième siècle, tous ont en commun de détenir leur pouvoir de l’armée et d’assurer leur maintien sur le trône grâce à leurs succès militaires.
Au moment où s’ouvre le troisième siècle, Septime Sévère est au pouvoir. Africain, originaire de Leptis Magna en Tripolitaine, il parle, outre le punique, le latin et le grec. Juriste de profession, c’est un administrateur efficace et énergique. En 193, lorsqu’il apprend le meurtre de Commode et de Pertinax, il se trouve en Pannonie comme propréteur, légat d’Auguste, et à ce titre à la tête de trois légions, pour son premier grand commandement militaire. 
Ses légions, jalouses des prétoriens et se considérant davantage que ces derniers les véritables défenseurs de l’empire, acclament leur chef comme empereur. 
À son arrivée à Rome, Septime Sévère invite la garde prétorienne à un banquet dans son camp, fait cerner les lieux par ses soldats, désarme les prétoriens et fait exécuter les meurtriers de Pertinax. Il licencie les effectifs de la garde prétorienne, qui sont remplacés par des Pannoniens. Ses victoires face aux Parthes en Orient, en Afrique du nord, sur le Rhin et le Danube ainsi qu’en Grande-Bretagne, lui permettent de garder le pouvoir, surtout qu’il prend le plus grand soin de son armée : les soldats voient leur solde augmenter, ils peuvent vivre avec leur famille hors du camp, les soldats illyriens remplacent de plus en plus les Italiens et une légion est stationnée aux portes de Rome pour intimider à la fois le Sénat et le peuple,. À quelques détails près, ce scénario explique le succès ou la chute des divers empereurs pendant le IIIe siècle jusqu’à l’arrivée au pouvoir de Dioclétien.
Autres traits communs : les règnes sont brefs (le plus long, celui de Gallien, dure quinze ans) et ils se terminent brutalement : Valérien meurt prisonnier des Perses, Décius périt sous les coups des Goths, Claude vraisemblablement de peste. Pratiquement tous les autres sont tués par leurs propres troupes ou celles d’un rival. Usurpateurs, ils tentent presque tous de légitimer leur pouvoir en tentant de faire revivre sous une forme ou une autre l’idée dynastique. Septime Sévère réussit à créer sa propre dynastie; d’autres associent, qui leur fils ainé (Philippe l’Arabe, Valérien Ier), qui leur frère (Claude et Tacite) au trône avec le titre de « César » ou même directement d’ « Auguste ». De la même façon, Septime Sévère tente de relier sa dynastie à celle de Marc Aurèle par une adoption fictive, et Trébonien Galle s’associe comme « César » puis comme « Auguste » Hostilien, le fils de Dèce . Ils reprennent sur leurs pièces de monnaie les légendes qui ont été celles des Antonins avant eux : Providentia Augusti, Laetitia temporum, Concordia Augustorum,…. Ainsi s’affirme l’idée d’un pouvoir impérial éternel et immanent, indépendant de son titulaire.
Sans en arriver au stade où elle parvient sous Dioclétien, cette « divinisation » du pouvoir s’accentue sous les successeurs des Sévères. Le « princeps » devient « dominus ». Il porte de plus en plus souvent le costume de triomphe, la « vestis alba triumphalis » et le paludum de couleur pourpre des imperatores. Assis sur un trône richement décoré, il tient en main un sceptre et un globe symboles de puissance universelle et reçoit les hommages de la cour suivant un protocole de plus en plus rigide (ordo salutationis). Gallien et Aurélien auraient même porté un diadème hellénistique, symbole abhorré des Romains sous la République.
De même les empereurs ont soin de conserver les éléments de la tradition qui font de l’empereur un personnage hors du commun et près des dieux : le millénaire de Rome célébré par Philippe en 248, les decennalia de Gallien en 262, les triomphes extraordinaires d’Aurélien en 274 et de Probus en 281. Enfin, les légendes monétaires qui associent les empereurs aux divinités du Panthéon romain comme Jupiter et Hercule laissent croire que les empereurs sont non seulement proches des dieux, mais participent à leur gloire, comme l’emploi, à la fin du siècle, d’expressions comme « deo et domino nato Aureliano » (Aurélien, né dieu et maitre) ou « Deo et domino Caro Invicto Augusto » (Carus, Auguste invincible, dieu et maitre).
Autour de l’empereur, la cour joue un rôle non officiel de plus en plus important, où brillent divers personnages aux fortes personnalités. Les jurisconsultes de l’école de droit de Beyrouth (Béryte) comme Ulpien et Paul inspirent les décisions de l’empereur aux dépens du Sénat. Diverses femmes comme Julia Domna, Julia Maesa et Julia Mamaea, mères ou parentes de princes en bas âge assument la régence lorsqu’il y a lieu, assurent la transition entre les règnes et jouissent d’une influence prépondérante lorsque leurs fils sont encore adolescents ,.

### Le sénat
À la fin du IIe siècle, le Sénat a déjà perdu beaucoup de ses pouvoirs. Septime Sévère, originaire de Leptis Magna, ne cache pas son mépris pour cette assemblée et a, après 197, frappé durement les sénateurs qui se sont prononcés en faveur de Pescennius Niger et Clodius Albinus. Sa composition a également changé en raison de l’entrée des provinciaux ainsi que de chevaliers et militaires jusque-là tenus à l’écart, même si ces nouveaux arrivés continuent à être issus des familles riches et influentes de leurs provinces. En matière législative, les « constitutions impériales » préparées par les juristes de la cour remplacent de plus en plus les « senatus consultes », ce qui réduit le sénat à un rôle d’enregistrement de la volonté impériale ,.
Les légions faisant et défaisant les empereurs depuis les Sévères, le sénat n’a plus d’autre choix que d’entériner leurs décisions : les légions du Danube acclament Septime Sévère, celles d’Orient Macrin, les soldats d’Émèse Élagabal. En revanche, Caracalla, Macrin, Élagabal et Sévère-Alexandre sont assassinés par ces mêmes légions. Seuls Pupien, Balbin et Tacite (parce que l’armée le lui demande) sont officiellement choisis par lui. Maximin le Thrace et Carin, occupés par la lutte contre les barbares, négligent même de lui demander de ratifier leur élection.
À cela s’ajoutent les exigences de la lutte pour la défense des frontières qui rognent ses pouvoirs hors de l’Italie. L’antique distinction entre provinces sénatoriales désarmées et provinces impériales armées s’efface, toutes les provinces accueillant des légions pour répondre aux invasions. Dans ces provinces, les légats sénatoriaux ne sont plus que des gouverneurs civils, les légions y étant commandées par des préfets équestres, suppléants théoriques du légat. Et lorsque pouvoirs civils et militaires sont réunis, ils sont confiés à des chevaliers et non plus à des sénateurs, alors que l’administration qui s’est multipliée et structurée devient de plus en plus indépendante, fonctionnant suivant sa propre logique, en raison des règnes trop brefs des empereurs ,,.
Ce qui n’empêche pas toutefois que certains empereurs, tels Pupien, Balbin et Tacite de même que Dèce, Valérien et Gallien, soient issus de ses rangs, car s’il a perdu ses pouvoirs, le Sénat conserve son prestige. De même certains empereurs comme Macrin, Dèce et Valérien tâchent d’entretenir de bonnes relations avec lui. Toutefois, comme le souligne Paul Petit, à la fin du IIIe siècle, « au moment où tout se passe aux frontières et aux armées, le rôle d’une assemblée siégeant à Rome et peuplée de civils, après Gallien surtout, ne pouvait que s’étioler ».

### L’armée
L’extension de l’empire et la menace que font courir les invasions barbares en Orient et en Occident exigent donc une armée plus nombreuse, dont les empereurs-soldats doivent s’assurer la loyauté et l’attachement pour survivre. Au siècle précédent Vespasien (r. 69-79), issu de la plèbe, a fait carrière dans l’armée avant de devenir empereur. Mais il a pu, par ses réformes, la tenir hors de la vie politique sans pratiquement avoir à acheter sa loyauté. Déjà sous Marc Aurèle le recrutement périclite, surtout dans les provinces prospères récemment romanisées, le métier des armes n’intéressant plus les jeunes et riches propriétaires terriens.
Septime Sévère fait de ce dossier une priorité. Il s’occupe d’abord d’augmenter le nombre de soldats pour protéger les frontières, portant le nombre des légions à trente-trois (contre trente sous Trajan et vingt-cinq sous Auguste). En même temps, il s’attache à rendre plus attrayante la vie militaire. Un simple légionnaire reçoit dorénavant 500 deniers au lieu des 300 qui étaient la norme au siècle précédent, alors que la solde d’un décurion se situe dans une fourchette de 8 333 à 33 333 deniers au lieu de 5 000 à 20 000. En plus de leur solde, les soldats touchent un « donativum » lors de l’avènement d’un nouvel empereur et on a vu comment lors de la course pour la succession de Pertinax, Dide Julien l’a emporté sur Sulpicianus en renchérissant sur le montant du « donativum » qu’il entendait donner aux soldats (mais qu’il ne peut payer ce qui entraine sa perte). Avec Septime Sévère et ses successeurs, non seulement les montants, mais aussi la fréquence de ces dons sont substantiellement augmentés comme en témoignent l’émission de pièces de monnaie spéciales pour ces occasions.
Au nombre des mesures prises sous ce même empereur en faveur des soldats, on a mentionné plus haut le fait que ceux-ci peuvent vivre hors du camp avec leurs familles. Déjà, pour combattre l’inflation provoquée par la dévaluation du dinarius (denier), les soldats reçoivent une partie de leur solde en nature. S’ajoutent maintenant des allocations pour compenser les retenues défrayant leurs armes, leurs vêtements et leurs rations. C’est aussi l’époque où les sources mentionnent l’existence d’ « associations » (scholae) pour officiers juniors offrant non seulement des avantages sociaux, mais aussi une protection un peu similaire aux assurances modernes. De plus, un poste dans l’administration militaire constitue souvent un tremplin vers d’autres postes bien rémunérés dans l’administration civile. Les promotions sont facilitées : s’il parvient au centurionnat, le simple soldat peut accéder aux grades supérieurs; l’ordre des chevaliers se recrute de plus en plus parmi les gradés de l’armée . Enfin, en postant la nouvelle légion II Parthica en Italie à Albanum, dans la région du Latium, Septime Sévère protège non seulement la capitale d’une invasion barbare, mais encore disposera-t-il d’une force d’intervention rapide pouvant faire face à un danger intérieur ou intimider le Sénat lorsque nécessaire.
Rapidement l’armée prend conscience qu’elle est devenue indispensable aux empereurs. Les légions du Rhin et du Danube, grandes récipiendaires des faveurs impériales, deviennent ainsi à la fois une condition indispensable au maintien de l’empereur sur le trône et une menace d’usurpation potentielle. Diverses mesures sont prises pour éviter rébellions et usurpations comme le fait que les commandants des légions n’appartiennent jamais au groupe ethnique de leurs soldats et qu’à partir de Caracalla il n’y a jamais plus de deux légions dans les provinces frontalières. Ceci n’empêche pas la discipline de se relâcher, les légionnaires étant conscients de leur pouvoir. Ceux-ci étant de plus en plus originaires des lointaines provinces où ils sont stationnés vouent davantage leur fidélité à leurs chefs dont ils partagent la vie quotidienne qu’à ceux de la lointaine Rome. Le dernier représentant de la dynastie, Sévère Alexandre, en fait l’expérience lorsque voulant restaurer la discipline dans les troupes il est assassiné de même que sa mère par ses soldats qui préfèrent en découdre avec les Germains que d’accepter la paix que l’empereur a négociée avec ceux-ci,.
Dans cette crise, dite de l’ « anarchie militaire », le point culminant se situe sous le règne de Gallien (r. 253-268), marqué par des invasions incessantes, les tentatives d’usurpation d’Ingenuus en Mésie, de Postume dans les Gaules, de Régalien en Pannonie, la dislocation de l’empire avec les éphémères Empires des Gaules et de Palmyre. Sans compter les problèmes économiques laissés par ses prédécesseurs : crises monétaire, déclin de l’économie et inflation.
Gallien s’attaque à la tâche par des réformes qui font entrevoir la complète séparation des carrières civile et militaire sous Dioclétien. Bien que lui-même issu du Sénat, Gallien retire aux sénateurs le commandement des légions pour le confier à des chevaliers. Une telle décision se justifiait d’une part par le peu de gout pour l’armée des sénateurs devenus grands propriétaires terriens, d’autre part par la valeur de nombre d’officiers pannoniens et illyriens s’étant distingués devant l’ennemi ; elle est néanmoins fort mal accueillie par un Sénat voulant perpétuer la tradition où carrières militaire et civile se chevauchaient. Pour les centurions et officiers juniors de l’ordre des chevaliers, la porte s’ouvre à des postes auxquels ils n’auraient pu avoir accès alors que les sénateurs se voient dorénavant cantonnés dans les fonctions civiles,.
Cette réforme a des conséquences sur le gouvernement des provinces. Jusqu’ici, les provinces sénatoriales et impériales, pourvues de légions, sont administrées par des sénateurs, alors que les provinces procuratoriennes, de moindre importance et dépourvues de légions, sont administrées par des chevaliers. Distinction plus théorique que réelle puisque les invasions omniprésentes dans l’empire font maintenant en sorte que l’on trouve des détachements à peu près partout. Mais l’interdiction faite aux sénateurs de commander les légions modifie sensiblement la gestion des provinces les plus importantes. La transformation est lente et appliquée différemment selon les régions, Des sénateurs sont maintenus à la tête de certaines provinces impériales importantes mais pas de toutes ; en revanche les légats des provinces impériales moins importantes sont de plus en plus remplacés par des praesides équestres et le titre de praeses remplace progressivement celui de « légat » comme gouverneur de province,. Même l’Italie n’échappe pas à cette « militarisation » de l’empire. En 165, Marc Aurèle l’a divisée en districts judiciaires où des juridici exercent le pouvoir civil. Sous Gallien apparait un corrector totius Italiae, étape d’une provincialisation de la péninsule qui va devenir réalité sous Dioclétien.

## Les problèmes économiques et sociaux

### La crise économique
Anarchie politique, invasions et destructions causées par les barbares, augmentation du nombre des soldats et coûts de leur entretien ne peuvent qu’avoir des conséquences négatives sur l’économie de l’empire. Toutefois, si la recherche antérieure tendait à suggérer qu’une crise économique avait frappé l’ensemble de l’empire au IIIe siècle, l’archéologie et la numismatique montrent depuis que si certaines régions et villes sont effectivement ruinées comme Lyon en 197 ou Athènes en 267, certaines maintiennnent leur activité économique comme en Égypte et en Syrie, alors que d’autres peuvent prospérer comme Cologne sous les empereurs gaulois ou Trèves sous Maximien. Malgré les guerres civiles, la période des Sévères, surtout dans les premières années du IIIe siècle pendant lesquelles la paix règne, en est une de prospérité relative pendant laquelle certaines provinces, comme la Syrie, l’Afrique et les pays danubiens, peuvent prospérer. Néanmoins et de façon générale, on peut dire que l’Occident a souffert plus que l’Orient, si l’on excepte l’Espagne et la Grande-Bretagne en raison de leur isolement.

#### Les causes naturelles
Déjà, durant les règnes de Marc Aurèle et de Commode, la « peste antonine » a ravagé l’empire de 165 à 190. Partie d’Asie mineure, celle-ci touche bientôt l’Égypte, dépeuplant les campagnes, la Syrie et atteint Rome. Les travaux les plus récents estiment que le nombre de morts dus à cette épidémie est compris entre 7 et 10 millions pour une population totale de l'Empire estimée actuellement à 64 millions d'habitants en 164. 
Une nouvelle épidémie frappe l’empire de 249 à 262, dite « peste de Cyprien » ou « peste de Saint-Cyprien », du nom de l’évêque Cyprien de Carthage qui décrivit celle-ci en y voyant un châtiment de Dieu. On ignore s’il s’agit de la même sorte de peste que la précédente, le vocabulaire médical de l’époque étant limité, mais les plus récentes recherches penchent pour une maladie proche de l’ébola. 
Au plus fort de la pandémie, les sources parlent de 5 000 morts par jour à Rome seulement. La population d’Alexandrie aurait été réduite de 500 000 à 190 000 soit en raison de la seule mortalité, soit que s’y ajoute le nombre de personnes fuyant les villes pour échapper à la maladie. 
De plus, conséquence du délaissement des terres, la malaria se répand dans certaines régions des Balkans et de l’Italie,.
À ceci s’ajoutent des phénomènes purement naturels. Fréquents en Asie mineure, des tremblements de terre ravagent l’empire notamment en 262 sous Gallien. De plus, il semble que des changements climatiques importants ont alors produist des étés plus chauds et secs, réduisant la production agricole et augmentant probablement la pression des barbares aux frontières, ceux-ci cherchant à quitter leur habitat traditionnel pour aller s’installer dans des régions plus productives de la Méditerranée.
Enfin, la généralisation de la fiscalité en nature fait en sorte que dans les campagnes, bêtes de somme, infrastructure et matériel de transport sont de plus en plus utilisés pour pourvoir aux besoins de l’armée. Les transports civils entre villes et campagnes sont perturbés ; faute d’approvisionnement, les villes connaissent disette et famine ; l’activité artisanale et commerciale s’amenuise. Les dangers associés aux invasions font que les transports entre grandes villes deviennent moins fréquents en raison du brigandage sur terre et de la piraterie sur mer. L’appauvrissement économique des villes entraine le déclin de leur autonomie politique,.

#### Politiques fiscale et monétaire

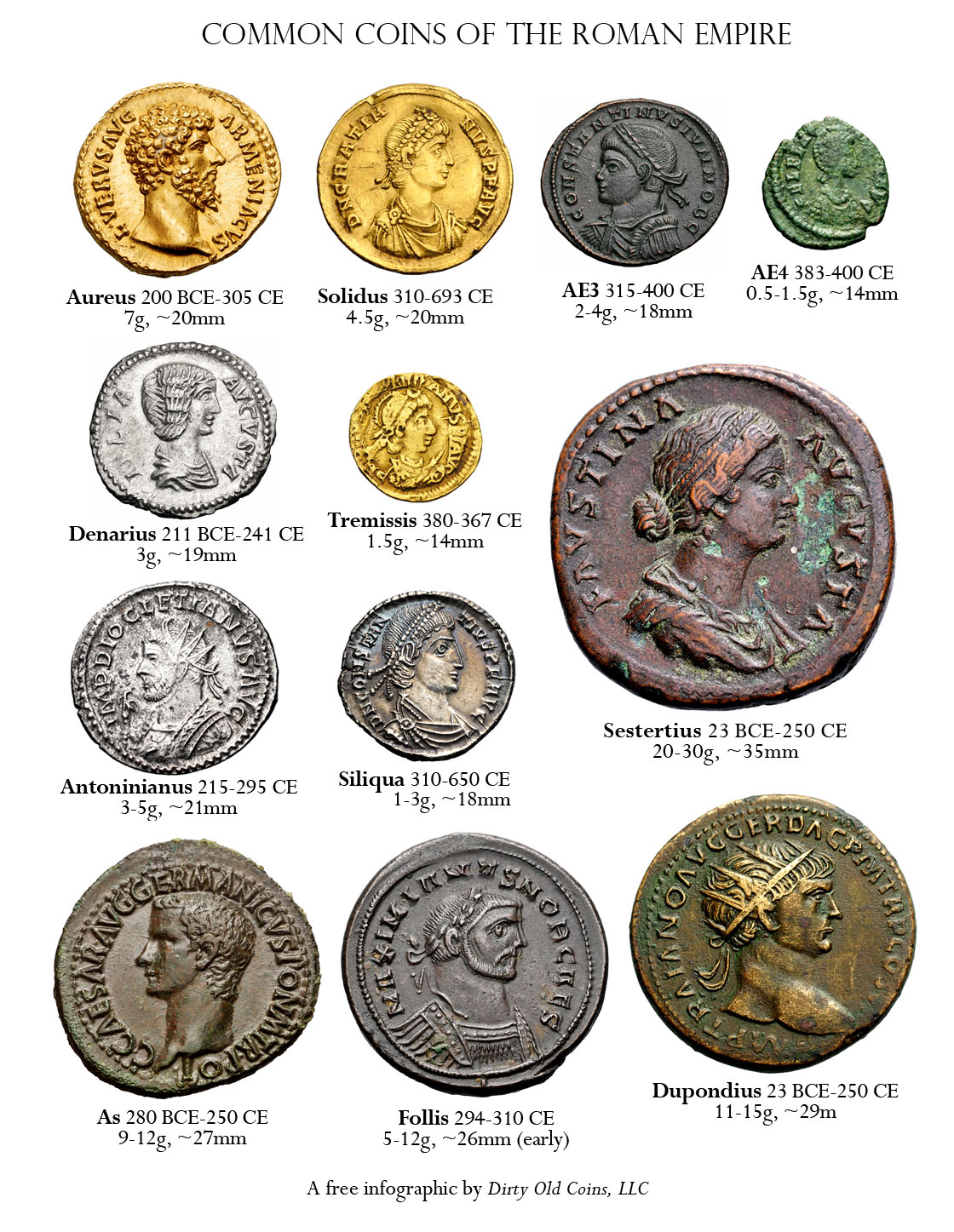
Pièces de monnaie utilisées au cours de l’Empire romain; l’antoninianus se trouve dans la troisième rangée à gauche.

La crise de la production agricole et du commerce d’une part, l’augmentation des charges reliées à la guerre d’autre part feront en sorte qu’empereurs et usurpateurs devront accroitre leurs moyens de paiement. Pour ce faire, nombre d’entre eux choisiront d’avoir recours à la dévaluation de la monnaie, ce qui conduira à une inflation galopante .
Caracalla avait créé vers 215 une nouvelle pièce de monnaie, l’antoninianus, devant contenir 50% d’argent. Son titre baissera à 5% sous Gallien et à 1% sous Claude II,. Cette dépréciation ne passa pas inaperçue dans la population et même les barbares exigeront dorénavant d’être payés en or ou en monnaie locale (Égypte). On continuait en effet à pouvoir acheter des monnaies d’or ou aurei à un taux fixe. Mais la dépréciation était telle qu’un marché noir se développa, l’or ayant une valeur réelle bien supérieure à sa valeur officielle. Sous Auguste une livre d’or valait 1000 deniers; à la fin du IIIe siècle elle se situera dans une fourchette allant de 60 000 à 72 000 deniers. Il en résultera une inflation qui portera la même mesure de blé qui valait 1 denier sous Auguste à 2 deniers en 200, puis à 4 en 250, à 6 en 269, à 50 en 276, à 75 au tournant du siècle .
Conséquence des problèmes de transports, la monnaie officielle se fait rare dans certains coins reculés de l’empire, comme les Gaules. On voit apparaitre de nouveaux ateliers produisant des pièces de plus ou moins bonne qualité. À partir du milieu du IIIe siècle, ces nouveaux ateliers sont situés près des camps militaires qui les utilisent; ainsi se créent des régions où pratiquement seules ont cours ces pièces. Si certains ateliers sont officiels, d’autres produiront des pièces pour des usurpateurs comme celui de Milan, lequel ouvert sous Trajan Dèce (249-251) sera pris par Aureolus lors de sa rébellion où on frappera des aurei et des antonianii au nom de l’empereur Postume ou celui de Trèves ouvert en 268 pour l’Empire des Gaules.
Cette crise monétaire tendra à faire disparaitre l’impôt en espèce au profit de l’impôt en nature. Septime Sévère créera un impôt nouveau, l’annone militaire, lequel sera repris par Dioclétien sous le nom de jugatio-capitatio. Apparu en Égypte, cet impôt se répand dans l’empire. Les produits destinés au fisc sont entassés dans des mansiones et sont administrés par le préfet du prétoire, responsable de l’entretien des armées. Or, en raison de la crise des transports, les marchandises accumulées peuvent difficilement circuler entre les postes-entrepôts et exigent réquisitions et corvées nuisant au travail productif. L’économie de troc a toutefois des limites et l’empereur continuera à avoir besoin de monnaie pour les dépenses de l’État, ce qui se traduira par des levées anarchiques d’or et d’argent qui retomberont principalement sur les villes et les bourgeoisies locales où s’amenuise l’activité commerciale et artisanale en raison des difficultés d’approvisionnement. Pendant ce temps les grandes propriétés terriennes tendent à devenir autarciques. Ainsi, l’importance relative des villes et des campagnes qui jouait au départ en faveur des villes tendra à s’inverser, provoquant également une certaine dislocation de la société,.

### La crise sociale
Même en tenant compte du fait que la crise du IIIe siècle ne se fit pas sentir partout à travers l’empire avec la même force et au même moment, on assiste à une période de « déstructuration sociale », prélude à la « restructuration sociale » qui se produira au IVe siècle. Au principat des Ier siècle et IIe siècle caractérisé par une société relativement ouverte ne remettant pas en cause les principes des ordres traditionnels, se substitue avec l’anarchie militaire une société en partie nouvelle caractérisée par l’absolutisme impérial, la montée de l’ordre équestre et l’élargissement de la bureaucratie qui tend à la fixité des classes et à des contrastes de plus en plus marqués entre riches et pauvres.
On a vu comment la montée de l’autoritarisme impérial d’une part, l’émergence de l’ordre équestre qui se recrute maintenant en grande partie parmi les hauts gradés militaires, ainsi que l’affirmation d’une bureaucratie au service de l’empereur avait conduit à une diminution non pas du prestige, mais des prérogatives de l’ordre sénatorial. Parallèlement, alors que sous des empereurs comme Domitien et Hadrien bon nombre de chevaliers étaient issus des élites municipales et provinciales, au IIIe siècle l’ordre se recrute maintenant presque exclusivement dans l’armée et les anciens militaires occupent presque tous les postes de la bureaucratie impériale; avec Gallien, les civils sont pratiquement exclus d’une administration qui se militarise. En même temps, s’accroit la différenciation sociale au sein même de l’ordre équestre. Les fonctionnaires de rang supérieur, procurateurs, préfets, chargés de mission, prennent non seulement de l’importance dans la hiérarchie sociale, mais également deviennent de grands propriétaires, rachetant souvent à vil prix les terres que leurs prédécesseurs, ployant sous les impôts, ne peuvent plus conserver. Une nouvelle aristocratie se crée ainsi, surtout dans les provinces hautement militarisées comme l’Égypte et les provinces danubiennes.
Au niveau inférieur, à partir du milieu du IIe siècle, le travailleur agricole, autrefois esclave, devient un « colon », homme libre, possesseur légitime de son lot de terre qu’il peut transmettre à ses enfants, mais redevable au propriétaire du grand domaine sur lequel est établi sa ferme d’un fermage en nature équivalent à environ le tiers de la production ainsi que d’un certain nombre de jours de corvée sur le domaine du maitre ou de l’État. Amélioré en théorie, son sort se dégrade dans les faits : la peste, les invasions barbares ont conduit au dépeuplement des campagnes aggravé par les exigences du fisc, les exactions des soldats vivant dans les camps environnant et les phénomènes de bagaudes. La loi tend dans les faits à attacher les colons à leurs terres, ce qui n’empêche pas malgré tout les campagnes de se dépeupler. La situation de la plèbe dans les villes n’est guère plus réjouissante : les calamités naturelles ont rendu plus difficile l’approvisionnement des artisans; les élites traditionnelles s’appauvrissent et ne peuvent plus faire face à leurs charges; l’inflation gruge les maigres profits.
Or, les villes étaient au centre de l’administration romaine et jouissaient d’une large mesure d’autonomie, échappant à la juridiction des gouverneurs provinciaux. Elles sont gouvernées par un sénat (l’ordo des décurions, plus tard appelés curiales) et administrées par des magistrats (deux maires appelés duumvirs, questeurs et édiles) élus par leurs concitoyens. Ces notables doivent, de par leurs fonctions, voir aux services publics, aux divertissements des citoyens et à l’embellissement de leur ville (évergétisme). Ceux qui aspirent à ces fonctions montreront par leur générosité qu’ils sont dignes des charges qu’ils briguent (construction de bains publics, statues pour décorer les édifices, etc.).
À l’avènement de Marc Aurèle, non seulement les villes exercent-elles un pouvoir d’attraction sur les campagnes en raison de leur richesse et bien-être, mais les épidémies de peste, les invasions constantes des barbares, poussent les paysans vers les villes, causant une dépopulation des campagnes. Si bien que, le phénomène s’étendant, Pertinax se résoudra à donner la propriété de ces terres abandonnées à ceux qui accepteront de les mettre en valeur. Le succès est limité et les terres qui ne trouvent pas preneurs parmi les colons sont reprises par de nouveaux riches qui agrandissent ainsi leurs domaines et provoquent un mouvement de concentration foncière. Sur ces nouveaux domaines, ils installent leurs propres forges, moulins, fabriques de briques, etc. au détriment des petits entrepreneurs.
Pour les villes, cela signifie des pertes de revenus considérables pour les honestiores traditionnels qui y habitaient et se contentaient d’aller visiter leurs domaines à l’occasion pour en recueillir les revenus et en vérifier l’état. Dès la fin du IIe siècle, la baisse de la production agricole affecte l’approvisionnement en matières premières, d’où résultent une baisse de la production alimentaire et industrielle et une hausse des prix causée par la dépréciation de la monnaie. Les élites traditionnelles voient donc leurs revenus chuter ce qui entraine non seulement une baisse de leur évergétisme mais aussi une hésitation à accepter les charges municipales. Bientôt, les « candidats » préféreront abandonner ce qui leur reste de fortune à qui acceptera de remplir ces fonctions à leur place (c’est la cessio bonorum). Ceci aura des répercussions sur l’autonomie des cités. Nombre d’entre elles éprouvant de graves difficultés financières, les empereurs devront nommer des « curator civitatis » dont le rôle sera au départ de faire sortir la cité de son marasme financier, mais qui deviendront au IVe siècle ses véritables chefs.
Face au marasme économique des grandes villes, les grands domaines qui se sont constitués en zones économiquement autarciques prendront une importance nouvelle, en particulier dans les provinces éloignées que le gouvernement central, devant faire face à de nombreuses tâches urgentes, doit abandonner à leur propre sort.
Selon l'historien Robert Latouche, l'hypothèse d'une crise démographique associée à la crise sociale, peut également être proposée en amont de la dépopulation des campagnes précédemment citée. Le premier indicateur en est l'instauration des lois nuptiales dès le règne d'Auguste, suivi par la diminution des tailles de villes observée par les fouilles archéologiques.

### La crise religieuse
Au IIIe siècle, le christianisme cesse d’être la religion d’une petite minorité issue des couches populaires pour devenir un mouvement de masse rejoignant les milieux de la cour. Ce faisant, l’Église doit à la fois s’organiser et définir sa doctrine.
Ce n’est pas tant l’aspect religieux du christianisme qui avait préoccupé les autorités romaines des deux premiers siècles que son aspect social et ses répercussions politiques. Les conflits apparus entre chrétiens et juifs dans les synagogues lorsque les chrétiens s’étaient mis à recruter parmi les païens avaient troublé l’ordre public. Claude avait expulsé sans distinction de Rome tous les Juifs « qui s’agitaient sous l’impulsion d’un certain Christos ». Les chrétiens sont alors accusés par les autorités de troubler l’ordre public et accablés par l’opinion publique de toutes sortes d’abominations comme il arrive souvent pour des communautés marginales. Mépris, préjudice et ragots créèrent un fossé entre ces petites communautés et le peuple d’autant plus profond que les chrétiens refusaient toute participation aux cultes civiques, notamment au culte impérial qui assurait à l’empire la pax deorum (la paix divine). Ceci devait aboutir sous Marc Aurèle aux « martyrs de Lyon et de Vienne » en 177,. On peut se surprendre que l’ « empereur philosophe » qui acceptait à peu près toutes les religions et tous les dieux dans son empire s’en soit pris aux chrétiens.
C’est qu’entre l’époque de la première persécution de Néron qui répondait à une vindicte populaire et Marc Aurèle, le christianisme s’était propagé, particulièrement en Orient, et avait atteint les plus hautes couches de la société. Des communautés importantes s’étaient formées en Égypte (Alexandrie), en Syrie (Antioche), en Osrhoène (où le roi s’était converti à la fin du IIe siècle) et jusqu’en Asie mineure où les chrétiens formaient maintenant la majorité dans plusieurs provinces comme la Phrygie, la Galatie et la Cappadoce. Si en Europe centrale le christianisme était moins développé, le centre et le nord de l’Italie étaient fortement christianisés et l’évêque de Rome y jouait déjà un rôle prééminent : en 250-251 un concile réunit déjà autour du pape Corneille (pape 251-253) une soixantaine d’évêques. Depuis le règne de Commode, on retrouve des chrétiens à la cour, dans les rangs des sénateurs et même dans l’armée, dans l’administration impériale et dans les curies municipales,.
Au IIIe siècle, les chrétiens forment ainsi une forte minorité que l’on ne peut plus ignorer. Les empereurs de l’époque se montreront en général plus tolérants que leurs prédécesseurs, mais les quelques empereurs qui persécuteront les chrétiens le feront de façon plus violente sans nécessairement que ce soit pour des motifs religieux.
Successeur du dernier Antonin, Maximin le Thrace qui détestait sénateurs et privilégiés s’en prit notamment au pape Pontien (pape: 230-235) et aux évêques, chefs des communautés locales, reprochant aux chrétiens d’être réfractaires au service militaire. De 238 à 250, suivra sous les règnes de Gordien III et de Philippe l’Arabe une période de tolérance si on exclut les exécutions sommaires de 249 à Alexandrie qui revêtaient un caractère purement local. Il faudra attendre le règne de Trajan Dèce pour que l’ordre soit donné à tous les citoyens romains en 249 de participer à des sacrifices en l’honneur de tous les dieux de Rome. Il s’agissait alors de redonner à la religion officielle l’éclat qu’elle perdait et d’assurer ainsi l’unité de l’empire. Dans chaque ville et village, une commission de cinq membres fut chargée de délivrer un certificat à ceux qui accomplissaient leur devoir civique, le refus entrainant automatiquement la mort. C’était la première fois qu’une persécution atteignait ce degré d’universalité et un caractère aussi systématique. Cette persécution devait se poursuivre sous les règnes de Trébonien Galle en 252 lorsque le pape Corneille fut exilé et de Valérien alors que furent prises les mesures les plus dures sous l’influence du ministre des Finances de l’empereur, violemment anti-chrétien qui résolut de renflouer les caisses résolument vides de l’État en confisquant les biens de l’Église et des chrétiens. Cette dernière persécution fut sanglante, entrainant la mort de l’évêque de Carthage Cyprien qui s’était illustré par ses écrits durant l’épidémie de peste et le pape Sixte II (pape : 257-259) à Rome. Après la mort de Valérien aux mains des Perses et jusqu’à l’arrivée de Dioclétien soit de 260 à 284, régna une politique de tolérance,,,,.
Si au Ier siècle l’Église n’avait compté qu’un nombre modeste de fidèles regroupés en petites communautés, elle avait dû au IIe siècle alors qu’elle commençait à s’organiser autour de ses évêques faire face à ses premières querelles doctrinales, comme celle du « montanisme » apparu en Phrygie en 156 et condamné par l’évêque de Rome en 177; celle-ci exaspéra les païens qui la confondaient avec la doctrine chrétienne authentique, d’autant plus que les chrétiens avaient refusé de participer aux cérémonies religieuses de Marc Aurèle et Lucius Verus en 167-169. Au IIIe siècle, alors qu’elle avait abandonné ses liens primitifs avec le judaïsme, l’Église se répandit dans le monde hellénique où l’école néo-platonicienne était en plein renouveau; elle se heurtera alors aux théories de mouvements orientaux comme le gnosticisme et le manichéisme. Le choc sera suffisant pour que l’aspect doctrinal de son message l’emporte sur l’aspect organisationnel. Ce sera la grande période des Églises d’Alexandrie qui dominera le monde chrétien d’Orient avec Origène (185-253), son plus grand théologien victime de la persécution de Trajan Dèce. L’Église de Rome, moins brillante théologiquement, aura son plus illustre représentant avec Hyppolyte (170-235), fidèle des temps héroïques et persistant à écrire en grec alors que le latin était devenu la langue habituelle des habitants de Rome. En Afrique, Carthage s’affirmait comme le centre de la vie chrétienne avec Tertullien (vers 150/160-vers 220) qui contribua à introduire en Occident les concepts et les nuances de la pensée grecque d’Alexandrie avant d’adopter le montanisme et d’attaquer aussi bien l’Empire romain que l’Église de Rome. C’est également là que vivra l’évêque Cyprien qui devra également faire face au problème que posaient les « lapsi », ces chrétiens ayant abjuré leur foi sous Valérien, mais qui, repentis, voudront réintégrer l’Église, ainsi qu’à la définition du rôle des évêques dans l’Église. Décapité sous Valérien en 258, son activité expliquera le rôle et l’éclat qu’aura cette Église d'Afrique au IVe siècle.

## L’avènement de Dioclétien

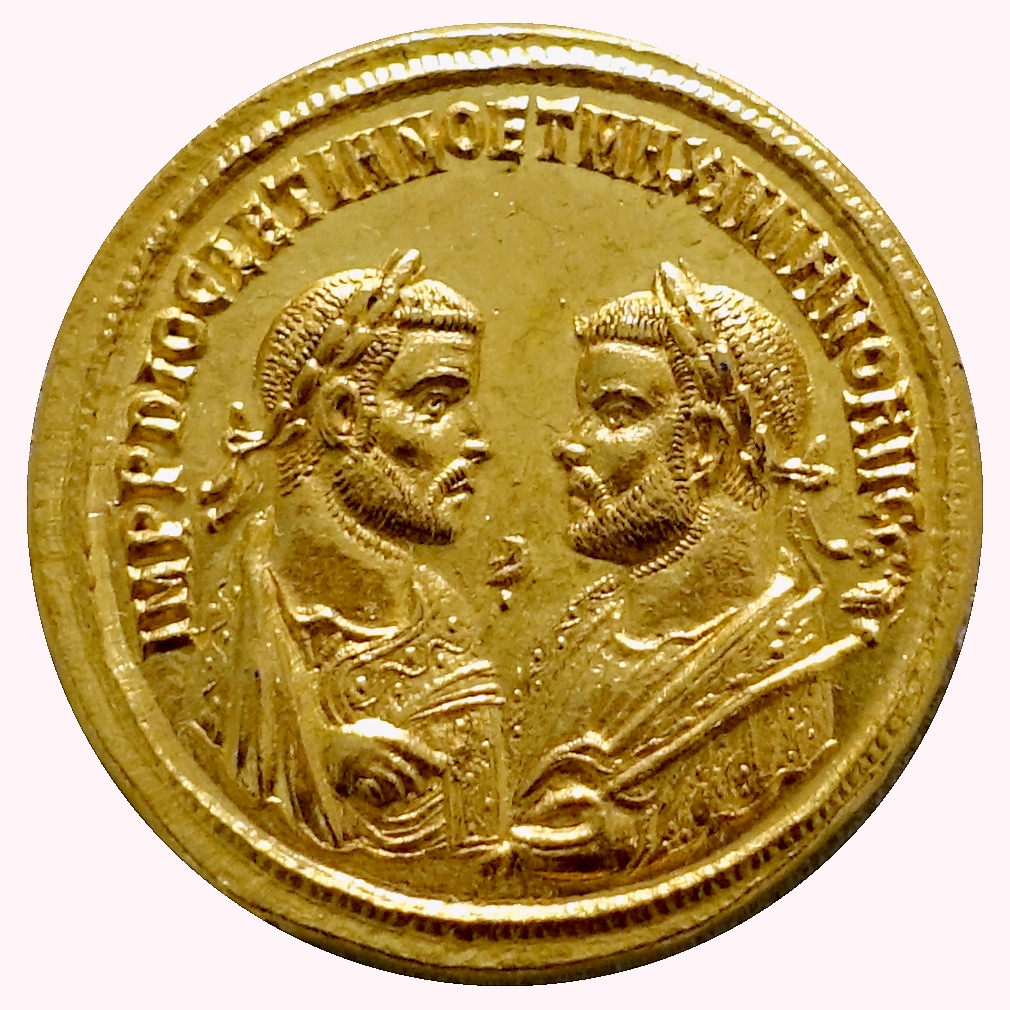
Aureus de 287 montrant les deux Augustes, Dioclétien et Maximien.

En rétablissant l’unité de l’empire, en procédant à des réformes monétaires urgentes et en donnant à la fonction impériale un caractère divin (Deus et Dominus natus = né Dieu et Maitre) Aurélien avait contribué à mettre un terme aux diverses crises que traversait l’empire; mais ce sera Dioclétien (r. 284-305) qui y mettra définitivement fin.
Cet Illyrien de Dalmatie, membre de l’État-major de Carus, est acclamé par ses soldats le 20 novembre 284 à la suite d’un complot qui renversa Numérien après moins de dix-sept mois de règne. Incapables de voir leur règne s’étendre dans le temps, nombre d’empereurs n’avaient également régné que sur une partie de l’empire en raison de différentes usurpations. C’est ainsi que Dioclétien lui-même ne règnera de novembre 284 à mai 285 que sur la partie de l’empire où avait régné l’empereur « légitime » Carin ; de 286 à 296, une partie de l’empire lui échappera à nouveau en raison de l’usurpation de Carausius et de son successeur Allectus ; en 297, c’est l’Égypte qui fit défection sous Lucius Domitius Domitianus.
Dioclétien est convaincu comme d’autres avant lui que l’empire est maintenant trop étendu pour être gouverné par un seul homme. Son génie sera de développer au fil des ans un système qui permettra de s’attaquer à ces deux problèmes fondamentaux : durée des règnes et unité d’un trop vaste empire,. Ce système est celui de la « tétrarchie » qui résulte, non d’un plan préétabli, mais d’expériences successives faites à la faveur des circonstances. Première étape, le 1er mars 286, Dioclétien fit de son frère d’armes Maximien son « César ». Avec des conflits dans chaque province de l'empire, de la Gaule jusqu'en Syrie, de l'Égypte jusqu'au Danube inférieur, Dioclétien avait besoin d'un lieutenant pour gérer une charge trop lourde pour un seul homme : Maximien s’occupera de la chose militaire, Dioclétien des affaires politiques,,. Maximien part alors combattre les Bagaudes en Gaule où il confie à un Ménapien originaire de Germanie inférieure, Carausius, la tâche de contrôler les pirates qui sévissent dans la Manche. Mal lui en prit : Carausius fait sécession et se proclame empereur d’un Imperium Britanniarum comprenant la Bretagne, la plupart du Nord-Ouest de la Gaule, et l'ensemble des côtes de la Manche. À l’été 286, Maximien est nommé ou se proclame Auguste et, dans la propagande impériale, Maximien est proclamé frère de Dioclétien, son égal en matière d'autorité et de prestige. L’année suivante, pour bien marquer l’association entre l’empereur et le monde divin, Dioclétien prend le nom de Jovius, Maximien celui d’Hercule, marquant au passage la séniorité de Dioclétien puisque Jupiter est un dieu alors qu’Hercule est un héros qui combat les ennemis de Jupiter et rétablit l’ordre du monde.
Bien que l’unité de l’empire soit maintenue, chacun des deux nouveaux Auguste prendra charge d’une partie de l’empire. Logiquement, Dioclétien s’occupera de sa partie orientale, Maximien de la partie occidentale où il vient de rétablir la paix. Début mars 293, satisfait du fonctionnement de ce duumvirat, chaque Auguste se choisit un César, chargé de le seconder dans sa partie d’empire, et destiné à succéder à l’Auguste qu’il assiste dans un premier temps. Tous deux choisissent cet assistant dans les rangs de l’armée, Galère pour Dioclétien et Constance Chlore par Maximien. La tétrarchie est ainsi créée et fonctionnera sans problème majeur pendant les vingt ans que durera le règne conjoint de Dioclétien et Maximien. Lorsque tous deux prirent la décision de se retirer (Maximien y étant toutefois obligé par Dioclétien), Galère et Constance Chlore, les remplacèrent comme Augustes et deux Césars leur furent à leur tour adjoints, respectivement Maximin Daïa et Sévère.

## Les sources
La question des sources concernant « la crise de l’empire » est une des plus complexes de l’histoire ancienne, en grande partie parce qu’il n’existe pas d’histoire générale reliant les faits entre eux. La biographie des empereurs écrite par Marius Maximus ne s’étend que jusqu’à Elagabal et ne nous est pas parvenue. L’œuvre de Dion Cassius se termine avec l’année 229 alors que celle d’Hérodien, Histoire de l’empire jusqu’à Marcus ne va que jusqu’en 238 et est pauvre en renseignements. Pour le reste de ce siècle allant jusqu’à la période de Dioclétien et de Constantin, il n’existe pas de description générale des évènements qui ait été écrite par un contemporain.
L’Histoire Auguste, rédigée vers l’an 400 contient d’abondants détails sur la vie des divers empereurs-soldats, mais leur authenticité est souvent douteuse. Également dans le monde latin, divers résumés historiques connus sous le nom de bréviaires, rédigés au IVe siècle doivent être mentionnés dont les Caesares d’Aurelius Victor, le Breviarum d’Eutrope, l’œuvre de Rufius Festus de même que l’œuvre anonyme, Épitomé de Caesaribus. Les auteurs de ces bréviaires utilisent comme source importante, et parfois unique, une histoire des empereurs, aujourd’hui perdue, l’ Histoire impériale d’Enmann (du nom du linguiste allemand qui a démontré que ces divers fragments avaient bien été rédigés par un seul auteur). Celle-ci semble avoir traité de divers tyranni (usurpateurs) avec abondance de détails et contient des informations relativement dignes de confiance.
Contrairement au monde latin, l’historiographie grecque fut florissante au temps des empereurs-soldats. Nikostratos de Trébizonde écrivit un ouvrage qui couvre la période de 244 jusqu’à la capture de Valérien par les Perses; la guerre avec les Perses est également le sujet de commentaires de Philostrate d'Athènes. Ephoros le Jeune écrivit avec force détails sur le règne de Gallien et l’Histoire des empereurs d’un certain Eusebios traite de la période allant jusqu’à Carus. De ces ouvrages, on ne connait guère que le nom des auteurs; seuls des fragments des Histoires de Philostratos et d’Eusebios sont parvenus jusqu’à nous. Il en va de même de l’Histoire millénaire de Rome et de l’Histoire des Parthes d’Asinus Quadratus dont on ne conserve que diverses citations dues à des auteurs postérieurs.
La Chronique de Dexippe, en douze volumes couvre la période jusqu’en 270, alors que sa Skythika, dépeint les combats contre les Germains de 238 à 270/274; ici encore, seuls des fragments nous sont parvenus. Dexippe, sur lequel enchaine la chronique d’Eunapios de Sardes, est souvent décrit comme l’historien le plus remarquable de son temps, ce qui est certainement exact en ce qui concerne les sources. Cependant on ne doit pas perdre de vue à quel point la transmission des sources concernant cette période est pauvre, non pas que la production littéraire (du moins dans le monde grec à l’Est de l’empire) se soit tarie, mais que celle-ci sera perdue.
Des historiens postérieurs purent toutefois s’appuyer sur ces ouvrages comme Zozime (aux environs de 500) ou divers auteurs byzantins, lesquels eurent à leur disposition ou bien les œuvres originales ou bien des sources intermédiaires. Parmi eux on peut mentionner l’Anonymus post Dionnem (pratiquement identique aux Histoires de Petros Patrikios aujourd’hui perdu), le chroniste Jean Malalas, Jean d'Antioche, Georges le Syncelle et Jean Zonaras. La qualité de leurs écrits varie bien qu’ils nous donnent des informations abondantes et en partie dignes de foi, tout comme l’Anonymus post Dionnem et Zonaras; ce dernier reprend également la soi-disant Leoquelle. On doit aussi mentionner les œuvres d’historiens ecclésiastiques comme Lactance et Eusèbe de Césarée, également appelé le père de l’histoire de l’Église, de même que des auteurs chrétiens postérieurs comme Origène et Cyprien de Carthage. Le romanisant Jordanès le Goth qui écrivit au VIe siècle en s’appuyant dans son Histoire des Goths sur des sources qui ont disparu relate aussi des évènements ayant appartenu au temps des empereurs-soldats, même s’il n’est pas toujours fiable.
C’est pourquoi les sources non littéraires prennent une importance considérable pour cette période, qu’il s’agisse de la numismatique (ne serait-ce que comme pièces justificatives pour plusieurs empereurs dont l’existence même pourrait être mise en doute), la papyrologie (pour clarifier certaines questions de chronologie), les inscriptions (comme celles de l’Autel de la Victoire d'Augsbourg) ou les trouvailles archéologiques comme celles de Neupotz et Hagenbach. Il demeure toutefois que les sources de ce genre sont souvent d’une interprétation laborieuse ou difficiles à replacer dans le contexte de l’histoire de l’empire.

## Historique de la recherche

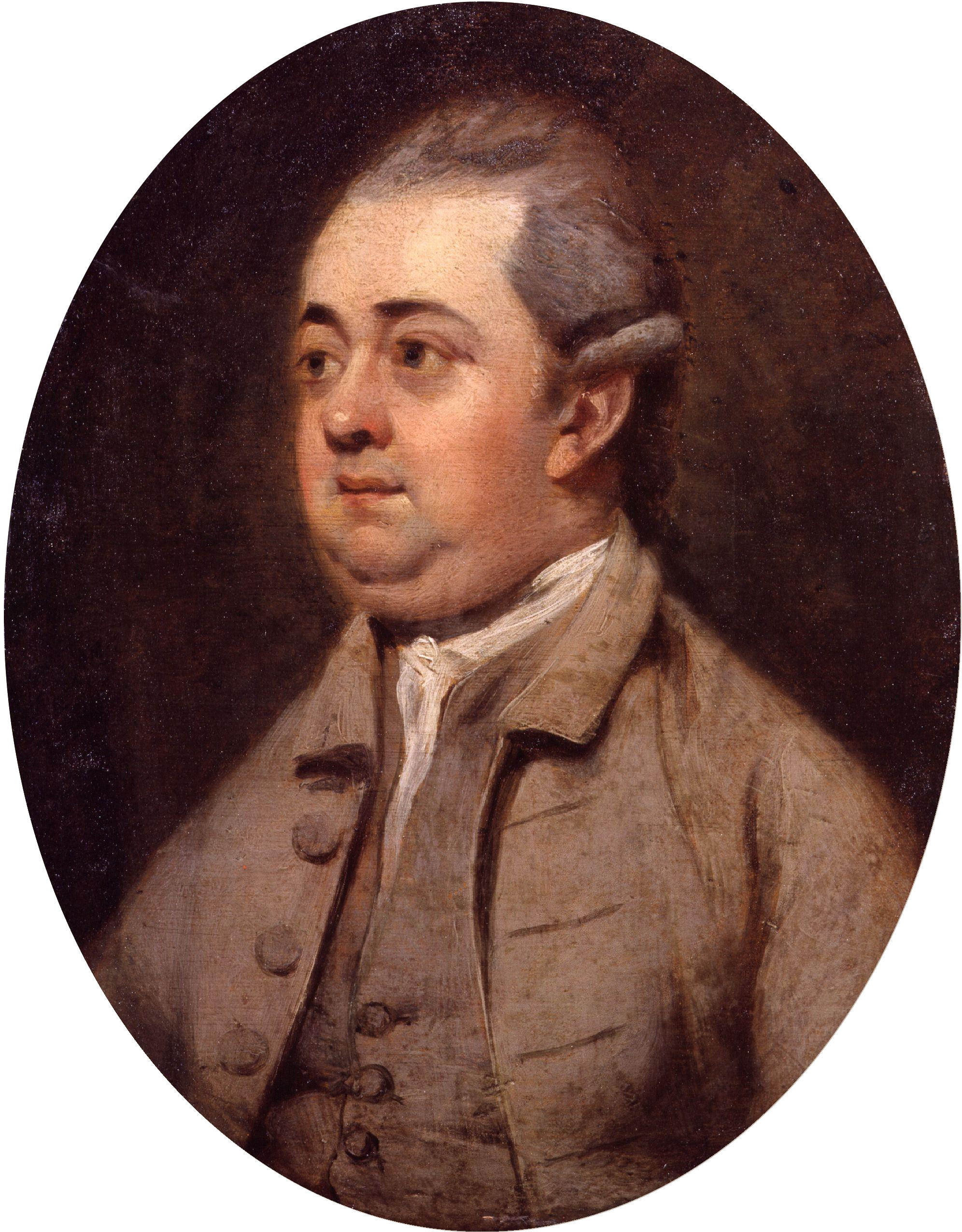
Edward Gibbon dont Le déclin et la chute de l'Empire romain fut l'un des premiers ouvrages à traiter des causes de la chute de Rome.

Selon Cassius Dion, un âge d’or aurait pris fin avec la mort de Marc Aurèle pour laisser place à une époque de fer et de rouille qui aurait débuté avec l’avènement de Septime Sévère et des empereurs-soldats. Se basant sur ce jugement, la majorité des historiens de l’Antiquité firent coïncider la période des empereurs-soldats, dite « période d’anarchie militaire» avec celle de la « Crise du Troisième siècle », la faisant commencer avec l’an 235 (mort de Sévère Alexandre et avènement de Maximin) et terminer en 284 (avènement de Dioclétien).
Louis-Sébastien le Nain de Tillemont fut probablement, à la fin du XVIIe siècle le premier à s’intéresser spécifiquement à cette période dans son « Histoire des empereurs et autres princes qui ont régné pendant les six premiers siècles de l’Église ». Il devait être suivi d’Edward Gibbon dans la deuxième moitié du XVIIIe siècle dont l’ « Histoire du déclin et de la chute de l’Empire romain » s’appuie en partie sur ce qu’avait écrit Tillemont. Mais il faudra attendre le XIXe siècle et le classique « The Age of Constantine » de Jacob Burckhardt (1853) dans lequel le premier chapitre est consacré à « The Imperial Power in the Third Century » pour voir se développer une recherche que l’on peut qualifier de scientifique. S’appuyant sur les biographies des empereurs écrites à la fin du XIXe siècle et au début du XXe siècle, les jugements portés sur cette époque sont pour la plupart négatifs.
Dans la première moitié du XXe siècle la recherche fut en grande partie le fait de trois érudits : Michael Rostotzeff (1870-1952), Andreas Alföldi (1895-1981) et Franz Altheim (1898-1976). Influencé par la révolution russe de 1917, Rostotzeff parlait de la période suivant 235 comme d’une « anarchie militaire » et partait de considérations économico-sociales pour affirmer l’existence d’un antagonisme entre citadins et paysans de l’époque. Ses deux importants articles dans le douzième volume de Cambridge Ancient History marquèrent un tournant historique dans la recherche sur cette époque. Alfred Alföldi, dans le contexte de la monarchie austro-hongroise, voyait dans les symptômes internes et externes, des éléments qui s’aggravant au IIIe siècle devaient amener la perte de l’État que seul l’empereur illyrien put sauver grâce à son programme de réformes. Franz Altheim (1898-1976) se démarqua par l’originalité de sa pensée et publia plusieurs ouvrages sur les « empereurs-soldats », thème de son livre paru en 1939 : Die Soldatenkaizer (Les empereurs-soldats). Influencé par l’idéologie nationale-socialiste, il mettait de l’avant la thèse d’une opposition pendant cette période dont il fixait le début à 193 entre les régions, particulièrement en ce qui concerne la composition des forces armées (Illyriens vs Germains) et tenta de prouver l’origine germanique de Maximin le Thrace.
Géza Alföldi continua ses travaux sur la conscience de crise chez divers contemporains de cette période dans la deuxième moitié du XXe siècle. Il fut suivi par David Stone Potter (né en 1957; Prophets and Emperors: Human and Divine Authority from Augustus to Theodosius; The Roman Empire at Bay, AD 180–395.) qui insiste sur le fait que vue l’étendue de l’empire et la diversité de sa population, la crise des deuxième et troisième siècles, qui ne touchèrent pas toutes les régions en même temps et de la même manière, était peut-être plus un signe de résilience que de faiblesse. Klaus-Peter Johne (né en 1941 à Jena) fait une distinction entre la crise militaire et une crise à plus long terme, thèse que l’on retrouve chez les historiens allemands Karl Strobel (né en 1954 à Augsbourg) et Christian Witschel (né en 1966 à Würzburg).
Du côté francophone, Paul Petit (1914-1981) consacrera le deuxième volume de sa trilogie sur l’Histoire générale de l’Empire romain à « La crise de l’Empire (des derniers Antoniens à Dioclétien) » dont il voit les éléments précurseurs, en particulier en ce qui a trait à la crise monétaire chez Marc Aurèle. Roger Rémondon (1923-1971), spécialiste de la papyrologie grecque, consacrera en 1964 un ouvrage à « La Crise de l'Empire romain : de Marc Aurèle à Anastase »; il fait lui aussi remonter la crise à Marc Aurèle et la prolonge jusqu’à la mort d’Anastase en 518. Pour lui, « L’originalité de l’Empire romain serait, sans avoir attendu que la guerre fût plus couteuse que profitable, d’avoir entrepris la conversion à la paix. Si, faute de temps peut-être, sa tentative a échoué, elle lui a valu au moins d’éviter l’effondrement et, grâce à ce qu’il est convenu d’appeler sa crise, de se survivre en Occident dans l’idée impériale, et de se continuer et de se renouveler dans Byzance ».

## Empereurs duIIIesiècle
Plusieurs empereurs arrivés au trône par l’acclamation de leurs troupes tentèrent de fonder leur propre dynastie en donnant à l’un de leurs fils le titre d’ « Auguste », les faisant ainsi coempereurs et successeurs éventuels. À quelques occasions des parents proches succédèrent à un empereur défunt. D’où la création de quelques « dynasties » éphémères.

### Sans succession dynastique
| Portrait | Nom                                                                | Naissance        | Succession                                                                          | Règne               | Décès                                                     | Durée de règne |
| -------- | ------------------------------------------------------------------ | ---------------- | ----------------------------------------------------------------------------------- | ------------------- | --------------------------------------------------------- | -------------- |
|          | Maximin Ier le Thrace CAESAR GAIVS IVLIVS VERVS MAXIMINVS AVGVSTVS | vers 173, Thrace | Acclamé empereur par les légions de Pannonie après l’assassinat de Sévère Alexandre | Vers 235 – juin 238 | Juin 238, âgé de 65 ans Assassiné par ses propres troupes | 3 ans          |

### Dynastie de GordienIer
| Portrait | Nom                                                                                 | Naissance             | Succession | Règne                    | Décès                                                                            | Durée de règne |
| -------- | ----------------------------------------------------------------------------------- | --------------------- | --- | ------------------------ | -------------------------------------------------------------------------------- | -------------- |
|          | Gordien Ier CAESAR MARCVS ANTONIVS GORDIANVS SEMPRONIANVS AFRICANVS AVGVSTVS        | Vers 159, Phrygie?    | Proclamé empereur alors qu’il était proconsul en Afrique pendant une révolte contre Maximin le Thrace. Régna brièvement avec son fils Gordien II. Théoriquement un usurpateur, son règne se trouva légitimé par l’accession au trône de Gordien III | Vers mars – avril 238    | Avril 238 Se suicida après avoir appris la mort de Gordien II                    | 22 jours       |
|          | Gordien II CAESAR MARCVS ANTONIVS GORDIANVS SEMPRONIANVS ROMANVS AFRICANVS AVGVSTVS | vers 192 ?            | Proclamé empereur par le Sénat aux côtés de son père Gordien Ier | Vers mars – avril 238    | Avril 238 Tué au cours de la bataille de Carthage contre l’armée de Maximin Ier  | 22 jours       |
|          | Pupien (hors dynastie) CAESAR MARCVS CLODIVS PVPIENVS MAXIMVS AVGVSTVS              | Vers 178 ?            | Proclamé empereur par le Sénat avec Balbin en opposition à Maximin le Thrace | Vers avril – juillet 238 | 29 juillet 238 Assassiné par la garde prétorienne                                | 99 jours       |
|          | Balbin (hors dynastie) CAESAR DECIMVS CAELIVS CALVINVS BALBINVS PIVS AVGVSTVS       | ?                     | Proclamé empereur conjointement à Pupin par le Sénat après la mort de Gordien Ier et Gordien II en opposition à Maximin le Thrace | Vers avril – juillet 238 | 29 juillet 238 Assassiné par la garde prétorienne                                | 99 jours       |
|          | Gordien III CAESAR MARCVS ANTONIVS GORDIANVS AVGVSTVS                               | 20 janvier 225 à Rome | Proclamé empereur par les partisans de Gordien Ier et Gordien III; proclamation ratifiée par le Sénat; d’abord « césar » de Balbin et Pupien jusqu’en juillet 238; petit-fils de Gordien Ier                                                        | Vers 238 – février 244   | 11 février 244 Cause inconnue; peut-être assassiné sur ordre de Philippe l’Arabe | 5 ans, 7 mois  |

### Sans succession dynastique
| Portrait | Nom | Naissance               | Succession | Règne                            | Décès                               | Durée de règne |
| -------- | --- | ----------------------- | --- | -------------------------------- | ----------------------------------- | -------------- |
|          | Philippe l'Arabe CAESAR MARCVS IVLIVS PHILIPPVS AVGVSTVS avec Philippe II MARCVS IVLIVS SEVERVS PHILLIPVS AVGVSTVS | vers 204, Shahba, Syrie | Préfet du prétoire sous Gordien III; s’empara du pouvoir à sa mort; créa son fils Philippe II coempereur à l’été 247 | Vers février 244 – septembre 249 | Septembre/octobre 249 âgé de 45 ans | 5 ans, 7 mois  |

### Dynastie de Trajan Dèce
| Portrait | Nom                                                                                | Naissance                              | Succession | Règne                         | Décès                                                                             | Durée de règne |
| -------- | ---------------------------------------------------------------------------------- | -------------------------------------- | --- | ----------------------------- | --------------------------------------------------------------------------------- | -------------- |
|          | Dèce CAESAR GAIVS MESSIVS QVINTVS TRAIANVS DECIVS AVGVSTVS avec Herennius Etruscus | vers 201, Budalia, Pannonie inférieure | Gouverneur sous Philippe l’Arabe; acclamé empereur par les légions du Danube; défait et tue Philippe l’Arabe à la bataille de Vérone; nomme son fils Herennius Etruscus coempereur au début de 251 | Vers septembre 249 – juin 251 | Juin 251 Tué en même temps que son fils à la Bataille d'Abrittus contre les Goths | 2 ans          |
|          | Hostilien CAESAR CAIVS VALENS HOSTILIANVS MESSIVS QVINTVS AVGVSTVS                 | Sirmium                                | Fils de Trajan Dèce; accepté par le Sénat comme successeur de celui-ci | Vers juin 251 – fin 251       | Septembre/octobre 251 Mort naturelle - Peste de Cyprien                           | 4–5 mois       |

### Sans succession dynastique
| Portrait | Nom | Naissance                     | Succession | Règne                    | Décès                                                                                      | Durée de règne |
| -------- | --- | ----------------------------- | --- | ------------------------ | ------------------------------------------------------------------------------------------ | -------------- |
|          | Trébonien Galle CAESAR GAIVS VIBIVS TREBONIANVS GALLVS AVGVSTVS avec Volusien GAIVS VIBIVS VOLVSIANVS AVGVSTVS | 206, Rome                     | Gouverneur de Mésie supérieure; acclamé empereur par les légions du Danube après la mort de Trajan Dèce (en opposition à Hostilien); nomme son fils Volusien coempereur à la fin de 251 | Vers juin 251 – aout 253 | Aout 253, âgé de 47 ans Assassiné par ses troupes en faveur d’Émilien                      | 2 ans          |
|          | Émilien CAESAR MARCVS AEMILIVS AEMILIANVS AVGVSTVS                                                             | 207 ou 213 Province d'Afrique | Gouverneur de Mésie supérieure; acclamé empereur par les légions du Danube après avoir défait les Goths; accepté comme empereur par le Séant à la mort de Trébonien Galle               | Vers aout – octobre 253  | Septembre/octobre 253, âgé de 40 ou 46 ans Assassiné par ses troupes en faveur de Valérien | 2 mois         |

### Dynastie de ValérienIer
| Portrait | Nom                                                                      | Naissance | Succession | Règne                            | Décès                                                                                          | Durée de règne |
| -------- | ------------------------------------------------------------------------ | --------- | --- | -------------------------------- | ---------------------------------------------------------------------------------------------- | -------------- |
|          | Valérien CAESAR PVBLIVS LICINIVS VALERIANVS AVGVSTVS                     | Vers 195  | Gouverneur de Norique et de Rhétie; acclamé empereur par les légions du Rhin après la mort de Gallien; accepté comme empereur après la mort d’Émilien | Vers octobre 253-260             | Après 260 Capturé par le roi des Perses Chapour Ier à la Bataille d'Édesse; meurt en captivité | 7 ans          |
|          | Gallien CAESAR PVBLIVS LICINIVS EGNATIVS GALLIENVS AVGVSTVS avec Salonin | 218       | Fils de Valérien; fait coempereur en 253; son fils Salonin est très brièvement empereur avant d’être assassiné par Postume                            | Vers octobre 253 – septembre 268 | Septembre 268 Assassiné à Aquiléa par les officiers de son État-major                          | 15 ans         |

### Dynastie de Claude II
| Portrait | Nom                                                            | Naissance           | Succession | Règne                                  | Décès                                                               | Durée de règne |
| -------- | -------------------------------------------------------------- | ------------------- | --- | -------------------------------------- | ------------------------------------------------------------------- | -------------- |
|          | Claude II le Gothique CAESAR MARCVS AVRELIVS CLAVDIVS AVGVSTVS | 10 mai 210, Sirmium | Victorieux à la Bataille de Naissus; s’empara du pouvoir à la mort de Gallien; aurait été un fils illégitime de Gordien II (Epitome de Caesaribus) | Vers septembre 268 – janvier/avril 270 | Janvier/avril 270, âgé de 60 ans Causes naturelles Peste de Cyprien | 1 an, 4–7 mois |
|          | Quintillus CAESAR MARCVS AVRELIVS CLAVDIVS QVINTILLVS AVGVSTVS | Vers 210, Sirmium   | Frère cadet de Claude II; s’empare du pouvoir à la mort de celui-ci                                                                                | Vers avril/mai (?) 270                 | 270, âgé d’environ 60 ans Incertain; suicide ou assassinat          | 17–77 jours    |

### Sans succession dynastique
| Portrait | Nom                                                 | Naissance                    | Succession                                                                                   | Règne                      | Décès                                                                 | Durée de règne |
| -------- | --------------------------------------------------- | ---------------------------- | -------------------------------------------------------------------------------------------- | -------------------------- | --------------------------------------------------------------------- | -------------- |
|          | Aurélien CAESAR LVCIVS DOMITIVS AVRELIANVS AVGVSTVS | 9 septembre 214/215, Sirmium | Acclamé empereur par les légions du Danube à la mort de Claude II en opposition à Quintillus | Vers mai 270 – octobre 275 | Septembre 275, âgé de 60 ou 61 ans Assassiné par la garde prétorienne | 5 ans          |

### Dynastie de Tacite
| Portrait | Nom                                                            | Naissance                                  | Succession                                                           | Règne                         | Décès                                                               | Durée de règne |
| -------- | -------------------------------------------------------------- | ------------------------------------------ | -------------------------------------------------------------------- | ----------------------------- | ------------------------------------------------------------------- | -------------- |
|          | Marcus Claudius Tacite CAESAR MARCVS CLAVDIVS TACITVS AVGVSTVS | Vers 200, Interamna Nahars, Italie romaine | Élu par le Sénat après un court interrègne pour succéder à Aurélien  | Vers 275 – juin 276           | Juin 276, âgé de 76 ans Causes naturelles, mais peut-être assassiné | 9 mois         |
|          | Florien CAESAR MARCVS ANNIVS FLORIANVS AVGVSTVS                | ?                                          | Frère de Tacite; acclamé par les armées d’Occident pour lui succéder | Vers juin 276 – septembre 276 | Septembre 276 (?) Assassiné par ses troupes en faveur de Probus     | 3 mois         |

### Sans succession dynastique
| Portrait | Nom                                           | Naissance    | Succession                                                                                             | Règne                              | Décès                                                                             | Durée de règne |
| -------- | --------------------------------------------- | ------------ | --- | ---------------------------------- | --------------------------------------------------------------------------------- | -------------- |
|          | Probus CAESAR MARCVS AVRELIVS PROBVS AVGVSTVS | 232, Sirmium | Gouverneur de la province d’Orient; acclamé empereur par les légions du Danube en opposition à Florien | Vers septembre 276 – septembre 282 | Septembre/octobre 282, âgé de 50 ans Assassiné par ses troupes en faveur de Carus | 6 ans          |

### Dynastie de Carus
| Portrait | Nom                                                          | Naissance                            | Succession | Règne                                 | Décès                                                      | Durée de règne |
| -------- | ------------------------------------------------------------ | ------------------------------------ | --- | ------------------------------------- | ---------------------------------------------------------- | -------------- |
|          | Carus CAESAR MARCVS AVRELIVS CARVS AVGVSTVS                  | Vers 230, Narbo Martius (Narbonaise) | Préfet du prétoire de Probus; s’empare du pouvoir juste avant ou après le meurtre de celui-ci; nomme son fils Carin coempereur au début de 283 | Vers septembre 282 – juillet/aout 283 | Juillet/aout 283 Causes naturelles (possiblement foudroyé) | 10–11 mois     |
|          | Numérien CAESAR MARCVS AVRELIVS NVMERIVS NVMERIANVS AVGVSTVS | ?                                    | Fils de Carus; succéda à celui-ci avec son frère Carin                                                                                         | Vers juillet/aout 283 – novembre 284  | 284 Incertain; peut-être assassinat                        | 1 an           |
|          | Carin CAESAR MARCVS AVRELIVS CARINVS AVGVSTVS                | ?                                    | Fils de Carus; règna brièvement seul; puis avec son frère Numérien                                                                             | Printemps 283– juillet 285            | Juillet 285 Mourut à la Bataille du Margus                 | 2 ans          |